# Lannilis
Lannilis (prononcé [lanilis]) est une commune du département du Finistère, dans la région Bretagne, en France. Située sur la côte nord du département, à 25 km de Brest, son territoire est inséré entre deux abers, l'Aber-Benoît au sud-est et l'Aber-Wrac'h au nord-est, qui s'ouvrent sur la Manche et l'océan Atlantique.

## Géographie

### Localisation
Lannilis occupe, à proximité de la Manche, la racine d'une presqu'île, dont l'extrémité nord-ouest est occupée par la commune de Landéda, comprise entre deux abers, l'Aber Wrac'h au nord-est et l'Aber Benoît au sud-ouest. La commune fait partie du Pays des Abers.
Le territoire de la commune est limitrophe de ceux de huit communes :

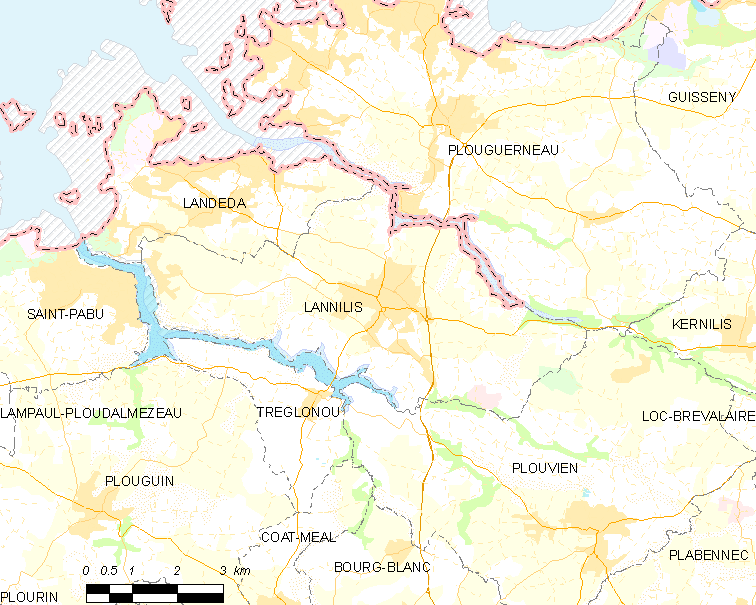
Carte de la commune de Lannilis.

| Landéda              | Plouguerneau           | Plouguerneau, Aber Wrac'h |
| Saint-Pabu           | Lannilis               | Kernilis                  |
| Plouguin, Saint-Pabu | Tréglonou, Aber Benoît | Plouvien                  |

### Relief
Les altitudes vont de 53 mètres (dans la partie est de la commune, près de Kermoguet) au niveau de la mer, le bourg étant entre 40 et 50 mètres d'altitude et occupant une partie du lambeau du plateau de type appalachien correspondant à la pénéplaine post-hercynienne, à mi-distance des deux abers Wrac'h et Benoît qui forment un "relief en creux" caractéristique, leurs vallées étant très encaissées à la suite de la reprise de l'érosion et leurs parties aval, surcreusées lors des baisses du niveau de la mer lors des grandes glaciations quaternaires et dont les versants sont en pente assez forte, envahies par la mer lors de la remontée du niveau de la mer après le dernier épisode glaciaire, formant des rias, dénommées abers en Bretagne. Le sol a été recouvert de loess lorsque la région connaissait un climat périglaciaire, ce qui explique la fertilité des terres agricoles.

### Géologie
Les gneiss et micaschistes de la rive sud de l'Aber Wrac'h sont lardés de filons de diorite micacée. On trouve aussi des affleurements de syénite (« c'est une roche sombre, grenue ou gneissique, (...) traversée par des granulites roses, des pegmatites à amphibole et des filons de quartz ferrugineux ») près de l'embouchure de l'Aber Benoît.

### Voies de communication et transports
Lannilis est desservie par quatre routes départementales : la D 113 qui vient de Plouguerneau au nord, la D 128 qui mène à Landéda à l'ouest, la D 28 qui relie Lesneven à Tréglonou d'est au sud et la D 13 qui relie Plouguerneau à Brest, par Bourg-Blanc et Gouesnou ; celle-ci suit un tracé nouveau depuis la décennie 1980, contournant les agglomérations de Plouguerneau et Lannilis et franchissant l'Aber Wrac'h et l'Aber Benoît par de nouveaux ponts situés en amont des ponts de Paluden et de Tréglonou. La construction de cette nouvelle route fit polémique, les opposants reprochant la dénaturation de sites naturels remarquables et le grignotage des espaces agricoles engendré par le projet.
La ligne 20 Brest - Plouguerneau du réseau d'autocars départemental Penn-ar-Bed dessert également la commune plusieurs fois par jour. Les arrêts de car sont situés à Paluden, à la Croix Rouge, au Flescou, au Prat, au Bourg et à Kerveur.

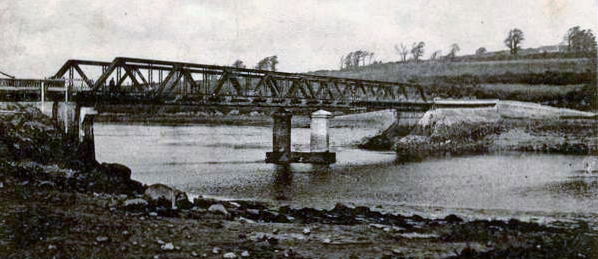
Le pont de Paluden sur l'Aber Wrac'h entre Plouguerneau et Lannilis (carte postale de 1939).
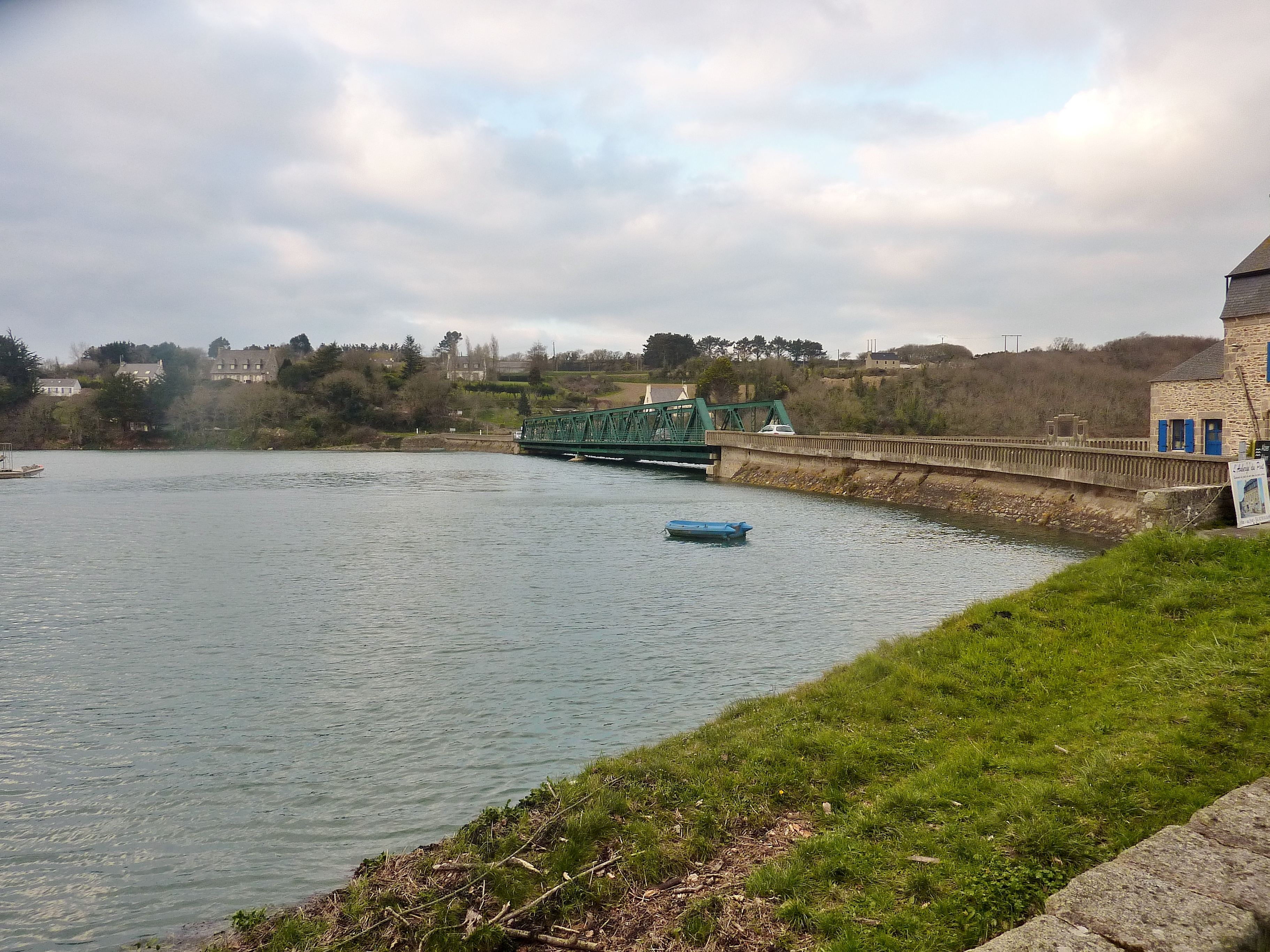
Le pont de Paluden sur l'Aber Wrac'h (entre Lannilis et Plouguerneau).

### Le port de Paluden
Le premier pont suspendu permettant de traverser l'Aber Wrac'h au niveau de Paluden est inauguré en 1858. Le petit port de Paluden, niché au fond d'un bras de l'aber, voit son quai prolongé et aménagé en 1884 (un quai est aussi aménagé au lieu-dit "Le Passage", côté Plouguerneau). Le pont suspendu a été remplacé par un "nouveau pont" (désormais "vieux pont" depuis la construction en 1984 d'un pont permettant à la nouvelle D13 de franchir l'aber) inauguré le 19 novembre 1933, en présence des notables départementaux et sous la présidence du maire et conseiller général du canton. Ce petit port, très calme, est protégé des tempêtes qui fouettent la côte, le vent ne remontant pas la rivière, c'est pourquoi beaucoup de plaisanciers ont choisi cet endroit comme port d'attache.
Paluden est aussi un petit port de marchandises. La région compte en effet de nombreux négociants en matériaux, importateurs de bois du Nord (Norvège, Suède, Finlande, Russie etc.) et bon an mal an ce sont environ 35 000 m3 de bois qui sont ainsi débarqués.
Il y a plus d'une trentaine d'années, ce port servait aussi à faire venir le ciment des grandes cimenteries du Nord ou de Marseille. Les bateaux accostaient au rythme d'un par semaine. Cette activité a cessé depuis qu'une usine d'ensachage s'est installée à Landerneau. Pendant plusieurs années, des « sabliers » s'en allaient à l'embouchure de l'aber, sur les bancs, pour prélever le sable employé par les entreprises du bâtiments. Leurs allées et venues étaient rythmées par les marées.
Sous l'Ancien Régime déjà, le port de Paluden connaissait une activité soutenue : blé, épices, bois, sel y étaient débarqués. Une description du port de Paluden datant de 1889 précise :

« À deux kilomètres de Lannilis, et sur la rivière de l'Aber Wrac'h, au point où elle cesse d'être navigable, c'est-à-dire à quatre kilomètres dans les terres, se trouve le petit port de Paluden, recevant chaque année de 30 à 40 navires, qui y apportent des marchandises pour Plouguerneau et Lannilis. Placé au sein d'une riche contrée, il se trouve, de plus, dans d'excellentes conditions nautiques, étant accessible, à toute heure de marée, aux bâtiments calant de 6 à 7 mètres d'eau. Il est à regretter qu'il soit encore dépourvu de quais et des ouvrages nécessaires pour faciliter les opérations qui y ont lieu. »

À proximité, en descendant l'aber, on aperçoit les vestiges imposants d'une ancienne usine, restes d'un projet avorté d'une usine marémotrice qui n'a jamais vu le jour.

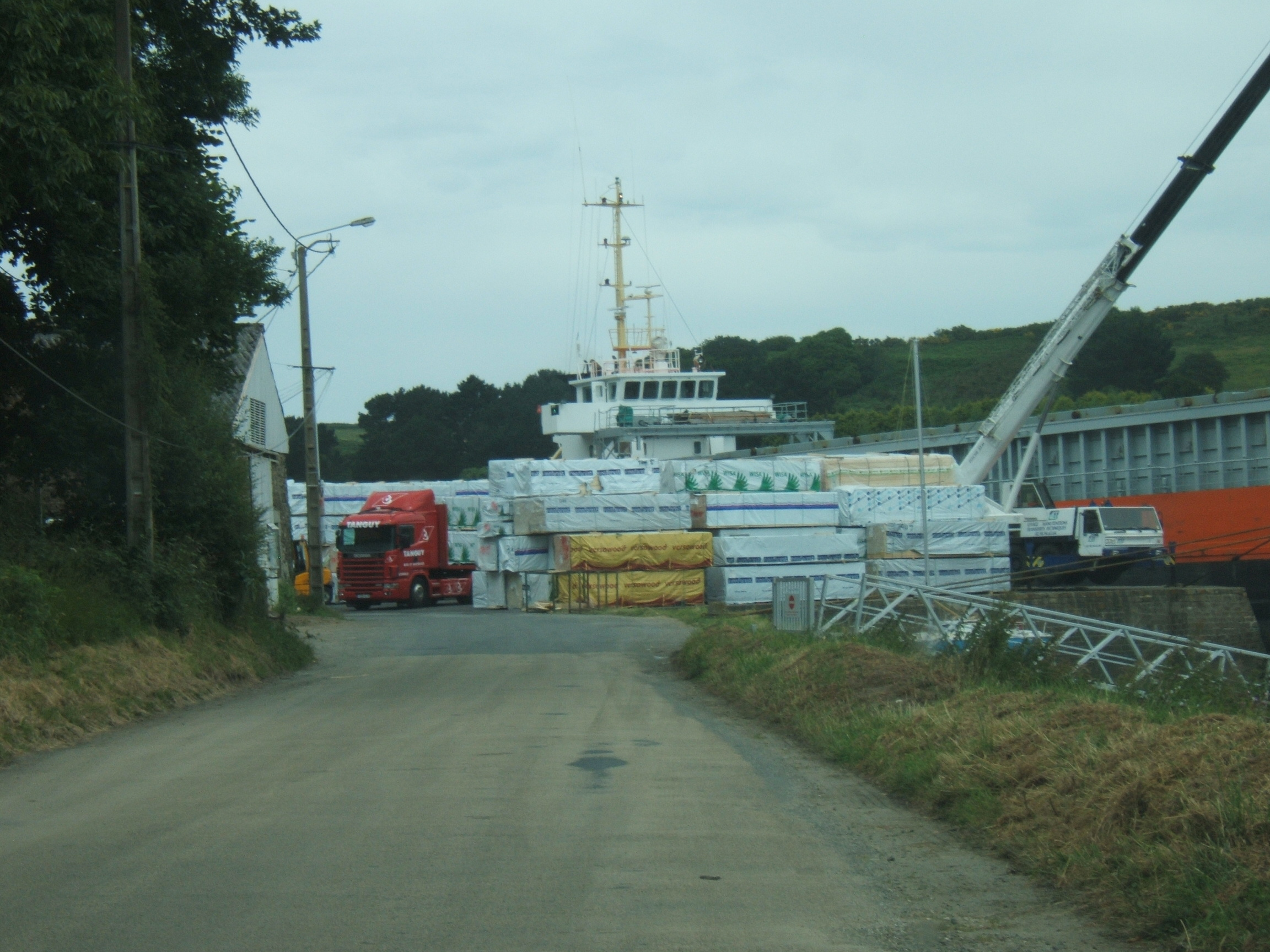
Bois déchargé sur le quai de Paluden.
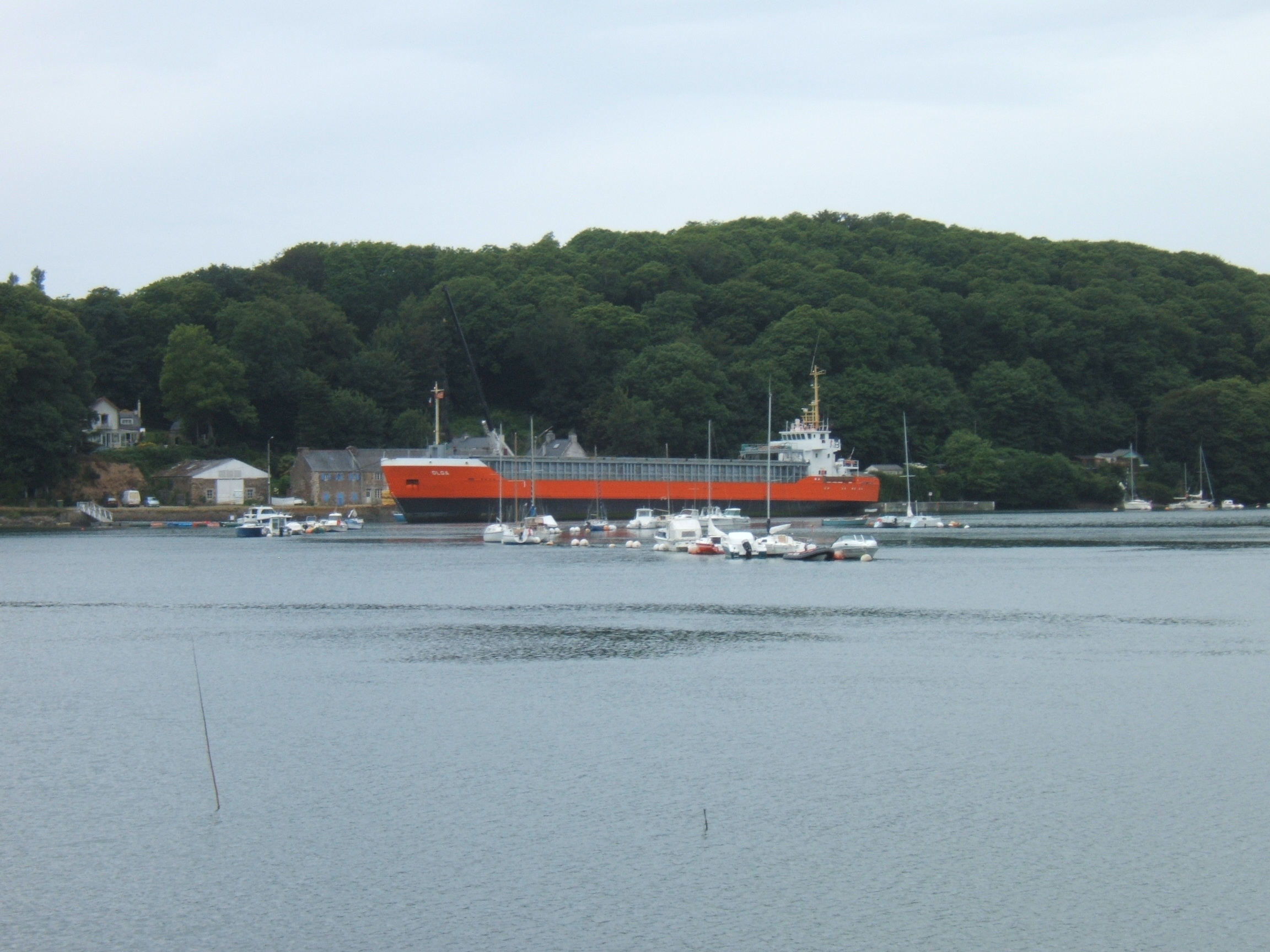
Bateau à quai au port de Paluden.
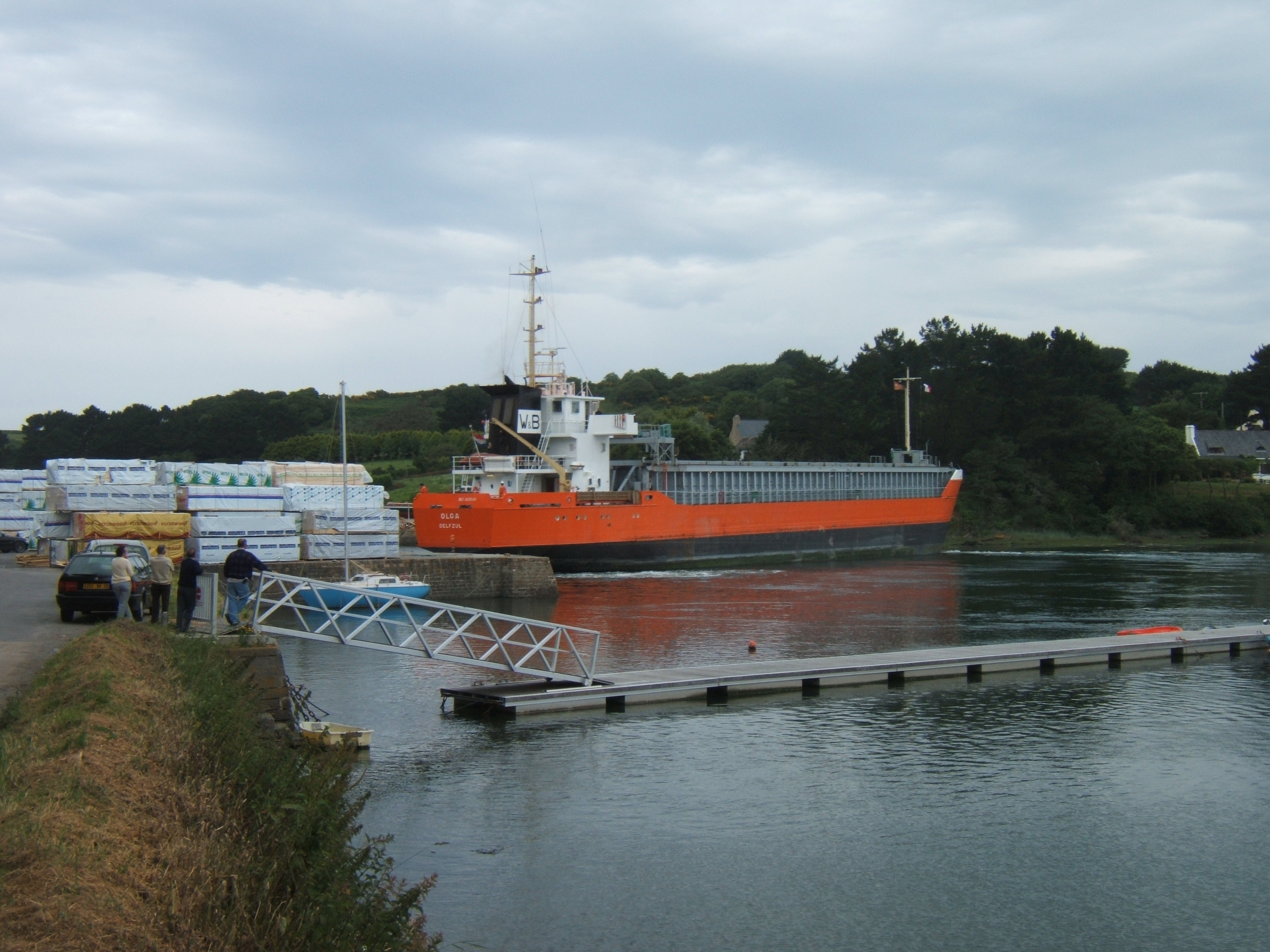
Bateau en manœuvre au port de Paluden.
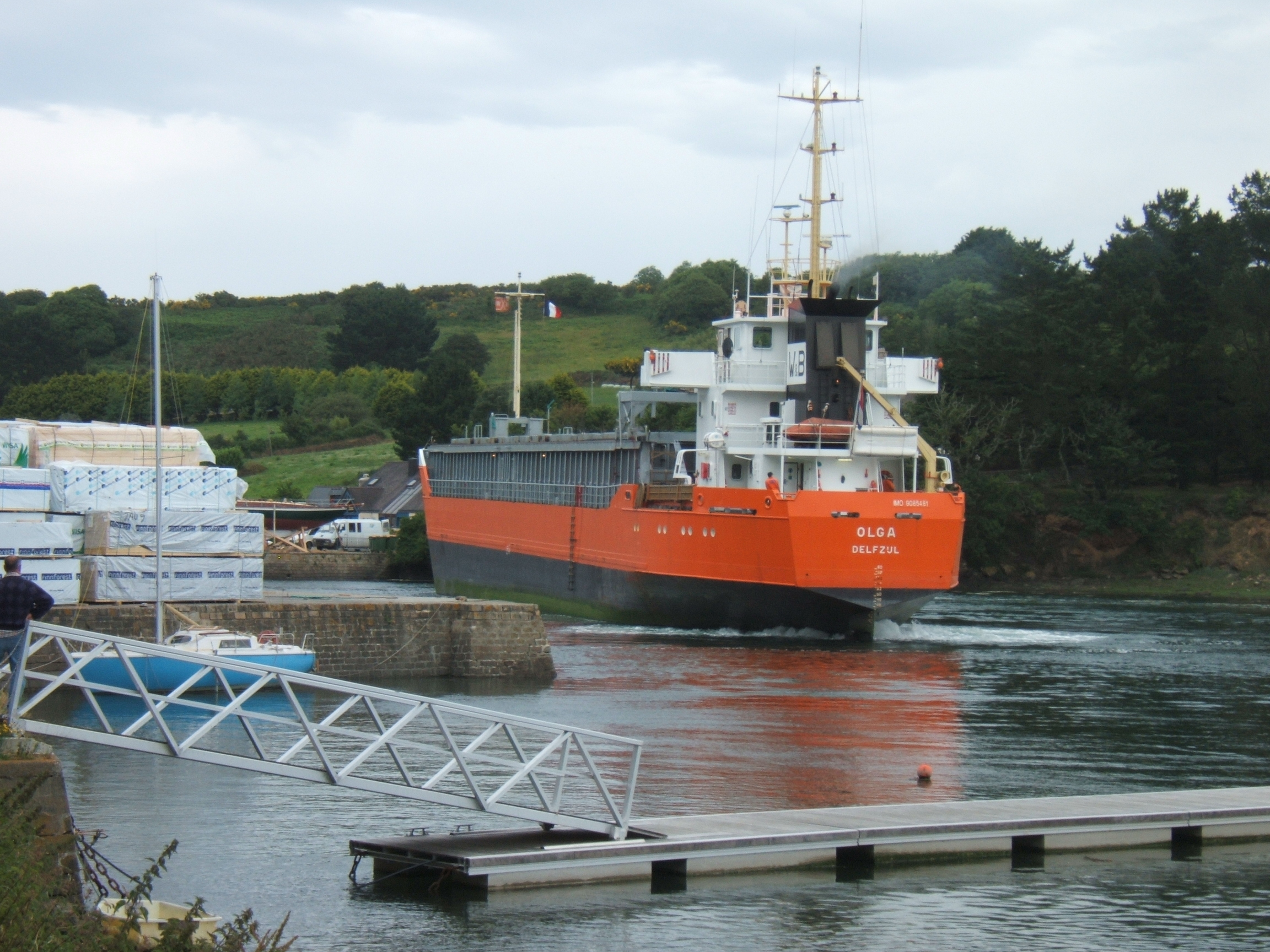
Bateau en manœuvre au port de Paluden.

### Hydrographie
Pour un article plus général, voir Réseau hydrographique du Finistère.
La commune est située dans le bassin Loire-Bretagne. Elle est drainée par l'aber Benoit, l'aber Vrac'h et divers autres petits cours d'eau,.
L'Aber-Benoît, d'une longueur de 31 km, prend sa source dans la commune de Saint-Divy et se jette  dans la Mer Celtique  en limite de Saint-Pabu et de Landéda, après avoir traversé sept communes. 
L'Aber-Wrac'h, d'une longueur de 33 km, prend sa source dans la commune de Trémaouézan et se jette  dans la Manche entre les communes de Landéda et de Plouguerneau, après avoir traversé dix communes. 

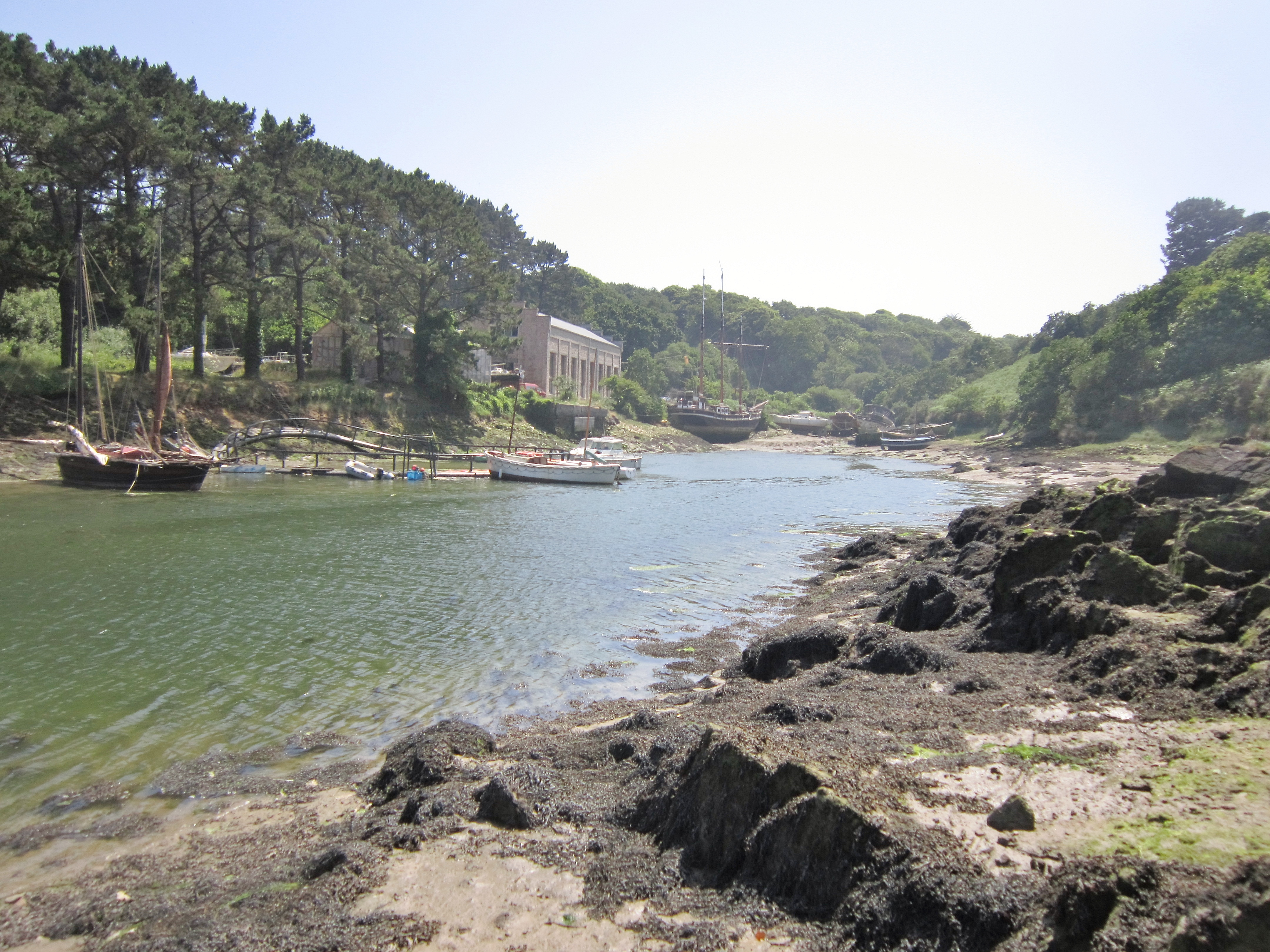
Le vallon de l'Enfer (à la limite entre Lannilis et Landéda) et son ancien chantier naval ; le bateau échoué à l'arrière-plan est le Bel Espoir II, abandonné dans un triste état depuis 2017.
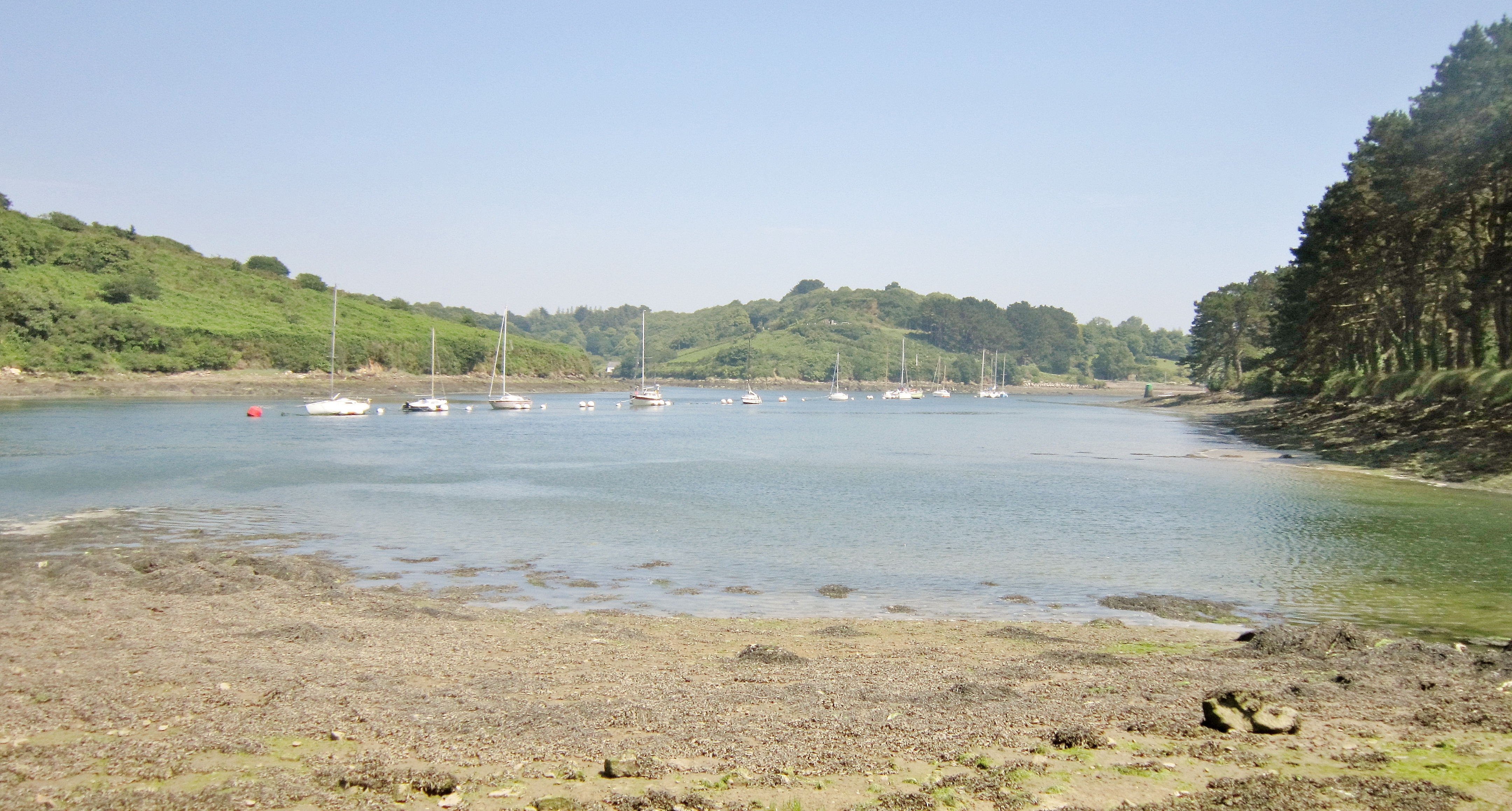
L'Aber Wrac'h vu depuis les environs de l'Enfer (en Lannilis) en direction de Paluden ; au milieu de la photographie, à l'arrière-plan, le promontoire de Beg ar C'Hastell (en Plouguerneau).
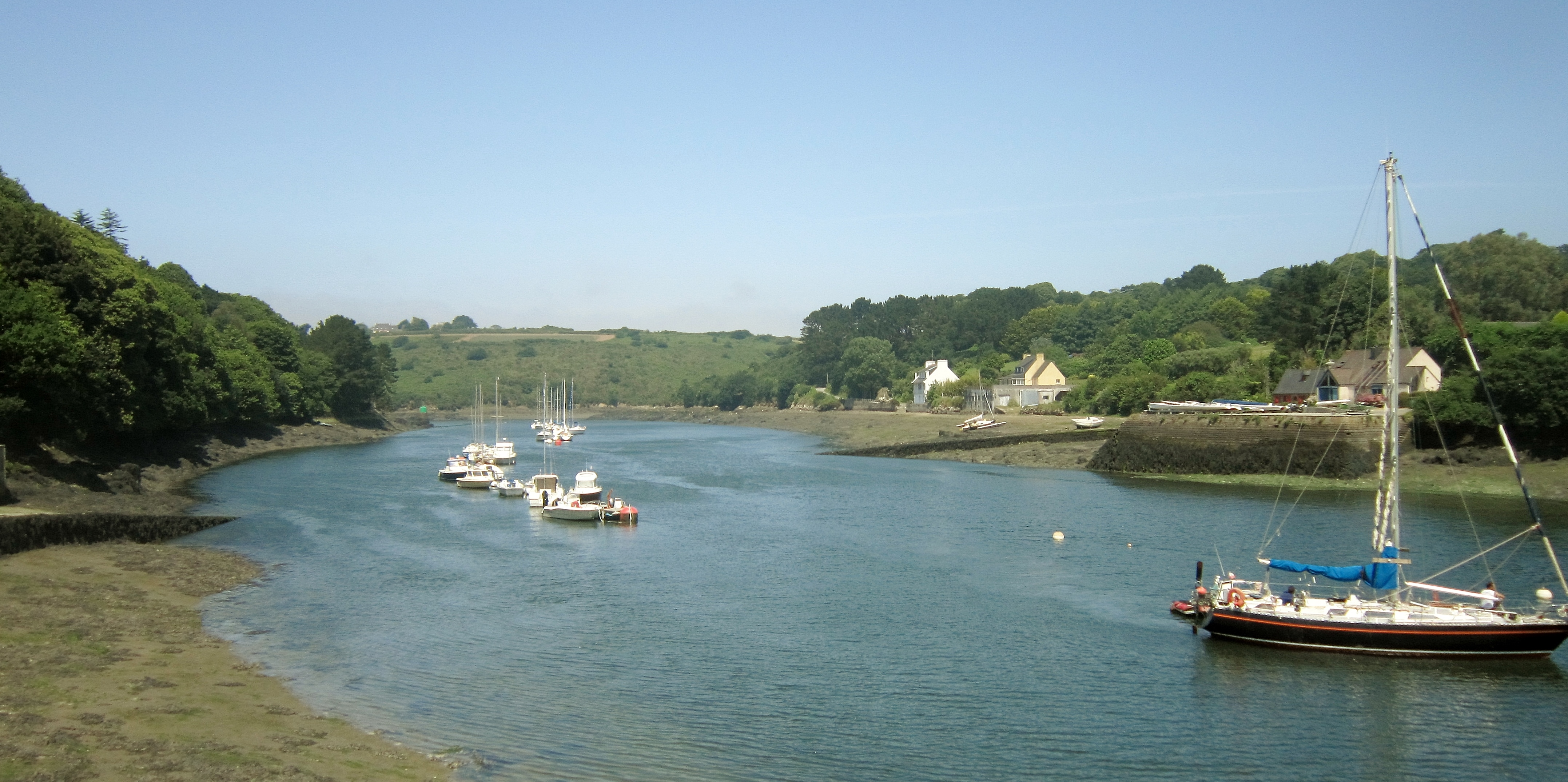
L'Aber Wrac'h : vue vers l'aval depuis le port de Paluden (en Lannilis) ; à droite de la photographie, la rive droite de l'Aber Wrac'h côte Plouguerneau (lieu-dit "Le Passage").
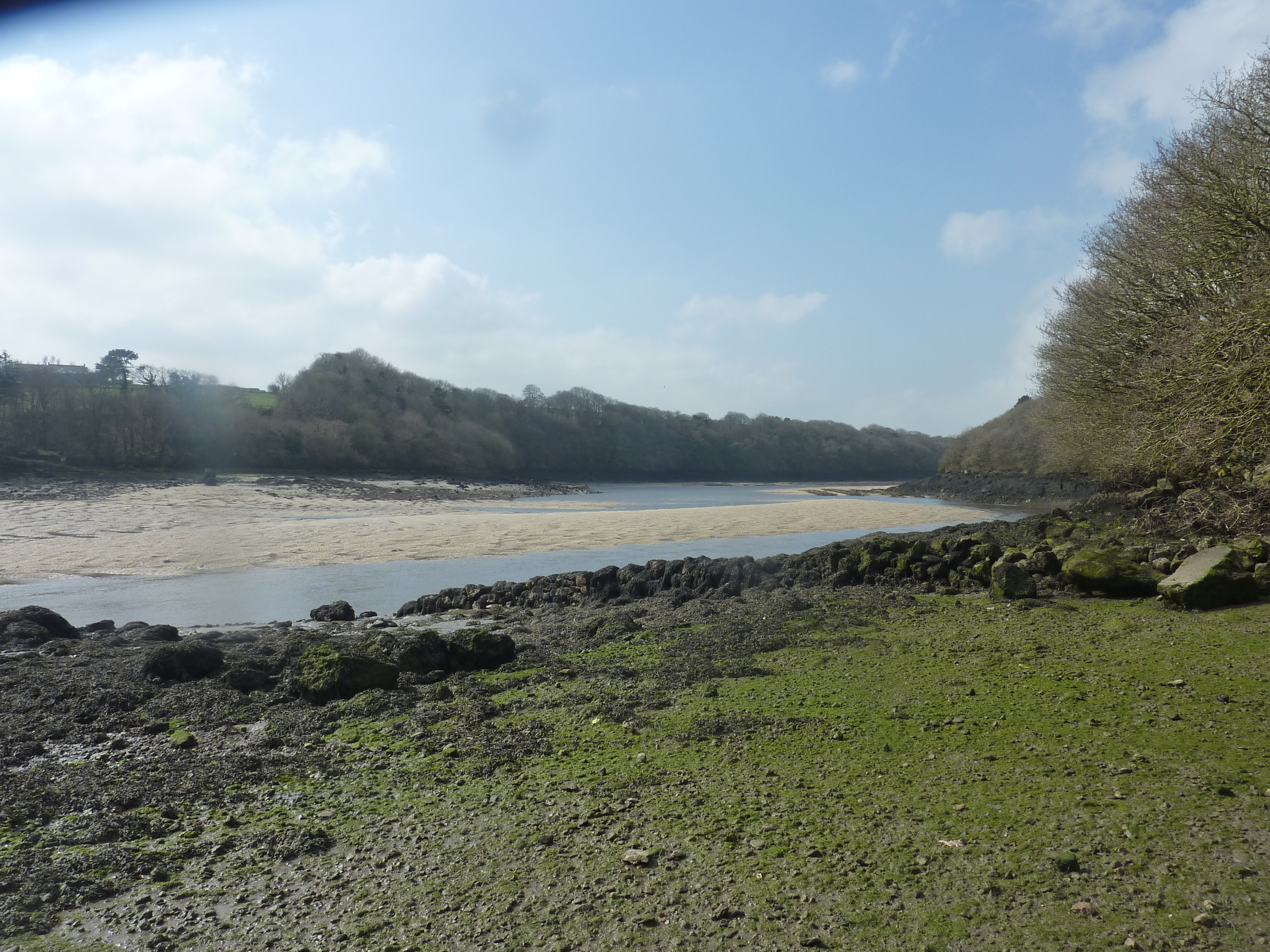
L'Aber Benoît vu du chemin de Porléac'h (rive droite, commune de Lannilis).
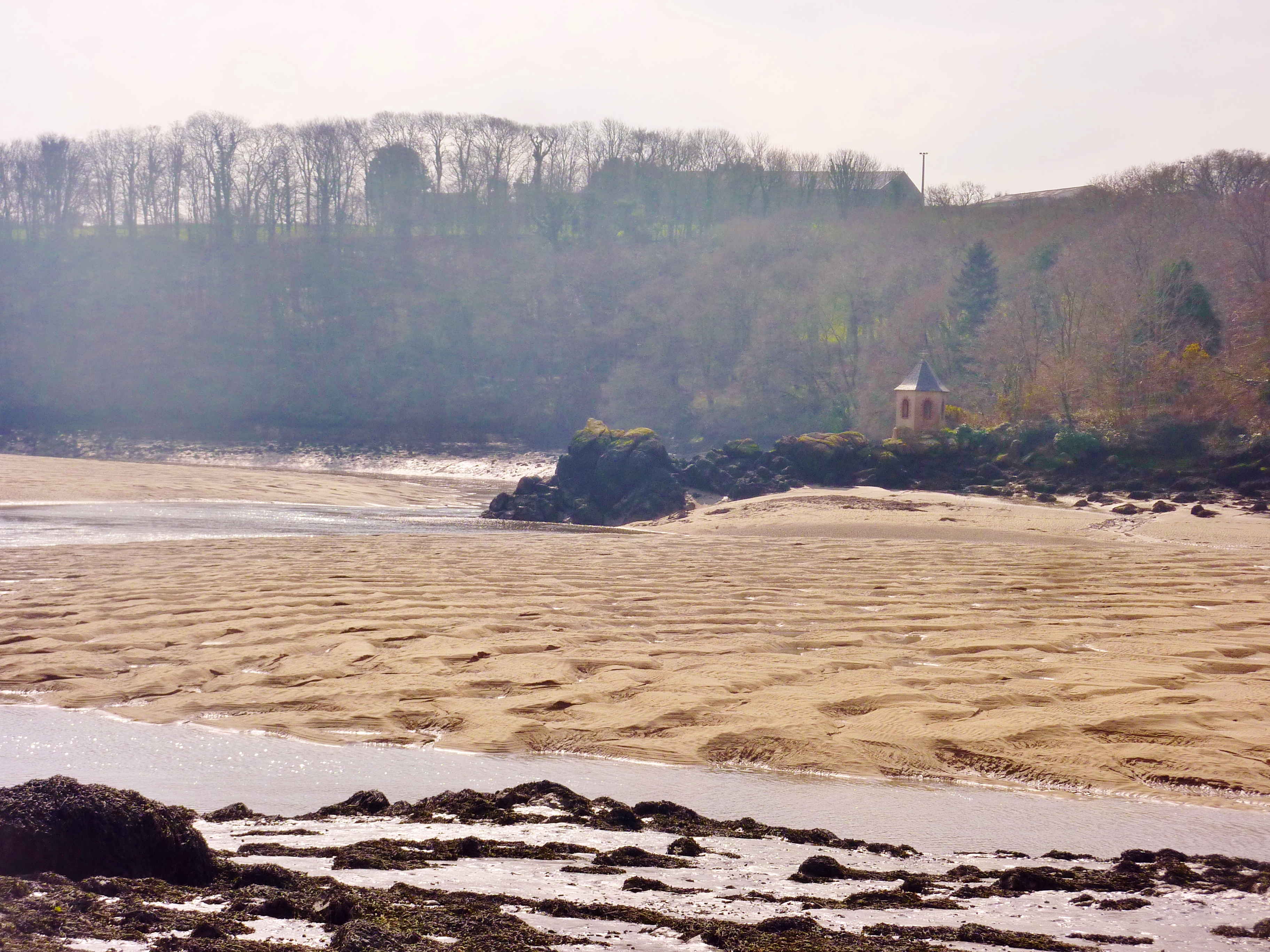
Aber Benoît : l'ancien gué de Roc'h an Diaoul, vu de la rive droite (chemin de Porléac'h en Lannilis) et son kiosque (commune de Tréglonou).
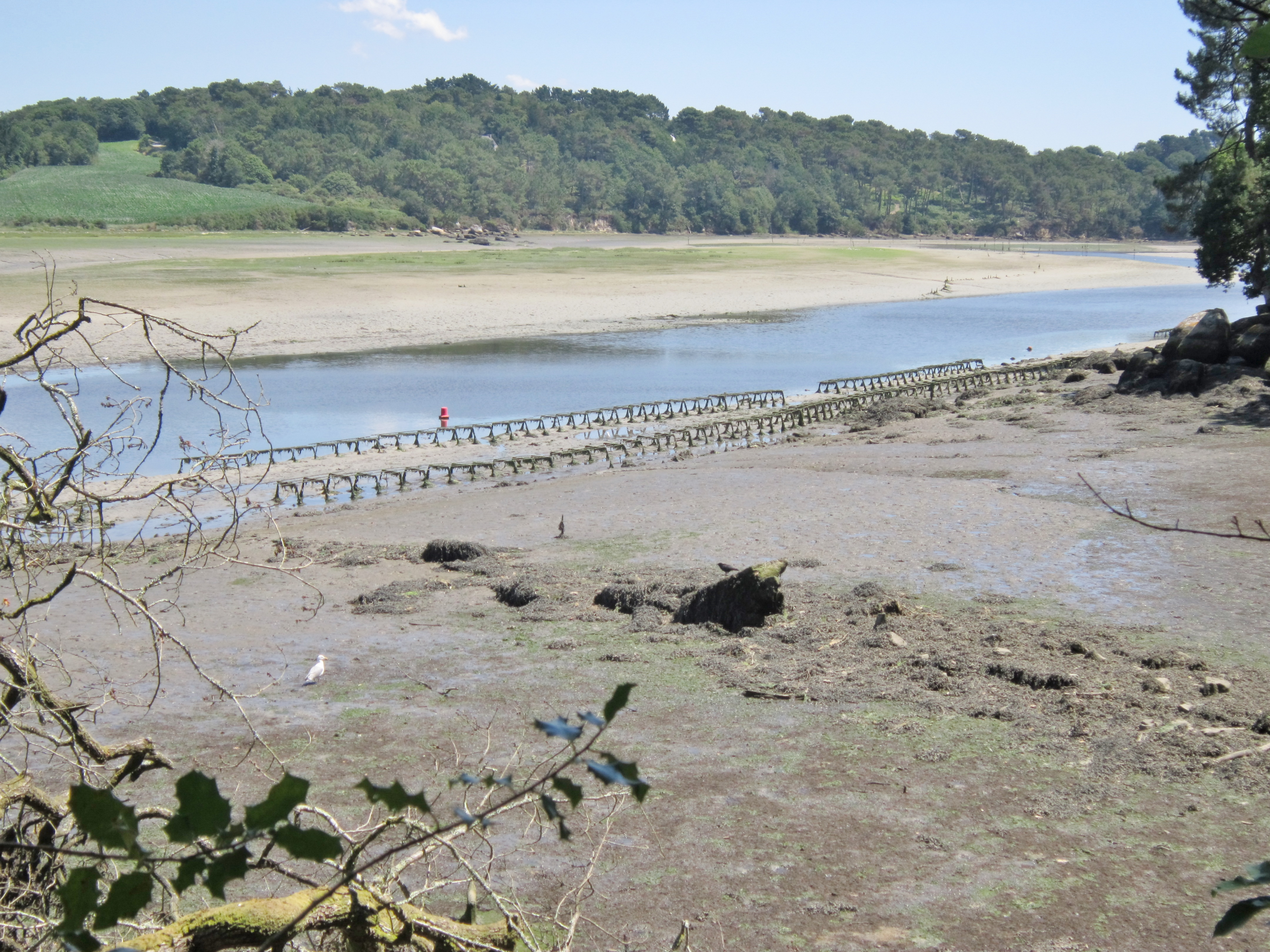
Anciennes tables ostréicoles dans l'Aber Benoît vues à marée basse depuis le GR 34 aux environs de Trouzilit en Tréglonou ; à l'arrière-plan, la rive droite côté Lannilis.

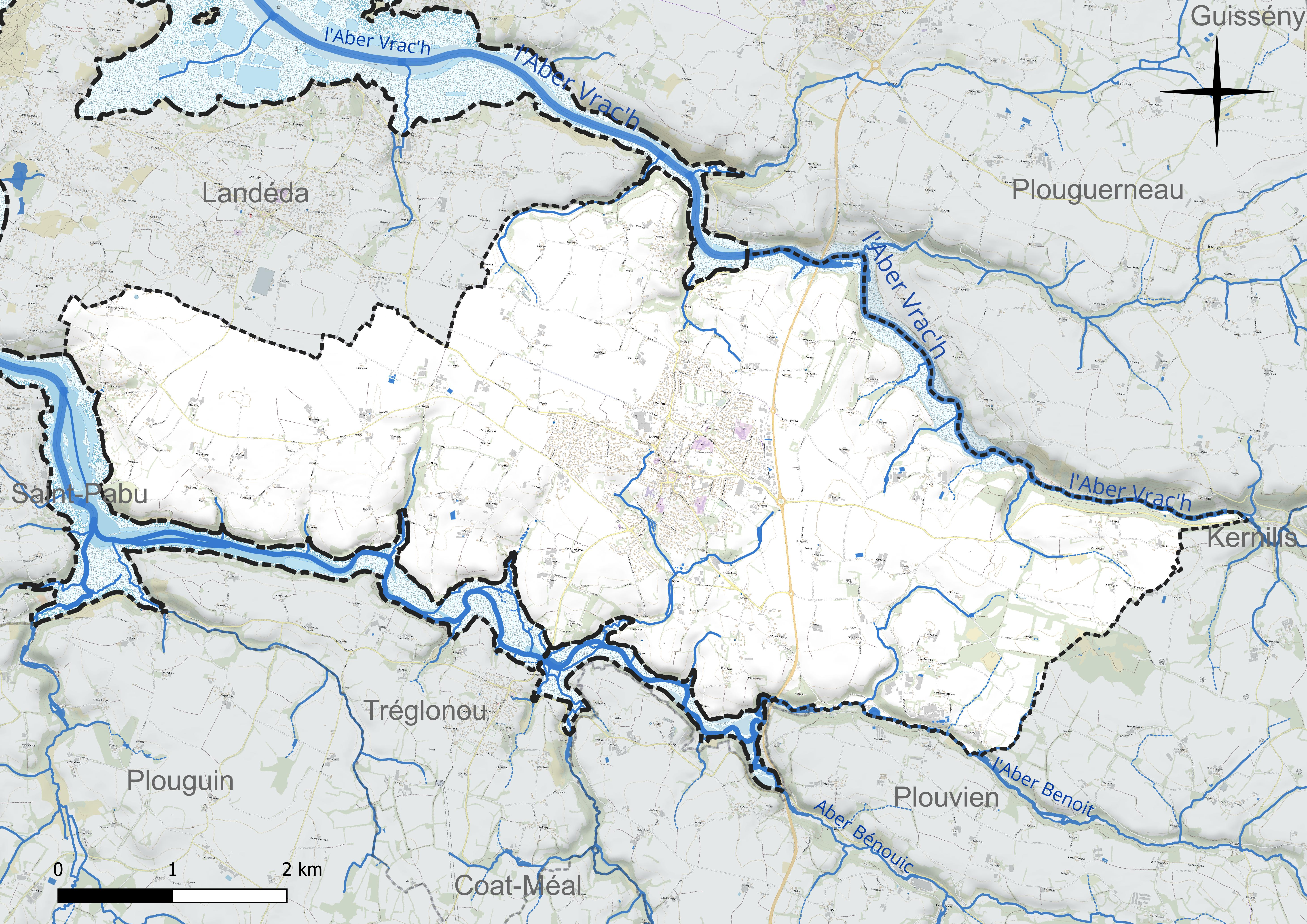
Réseau hydrographique de Lannilis.

### Climat
Pour des articles plus généraux, voir Climat de la Bretagne et Climat du Finistère.
En 2010, le climat de la commune est de type climat océanique franc, selon une étude du CNRS s'appuyant sur une série de données couvrant la période 1971-2000. En 2020, Météo-France publie une typologie des climats de la France métropolitaine dans laquelle la commune est exposée à un climat océanique et est dans la région climatique Finistère nord, caractérisée par une pluviométrie élevée, des températures douces en hiver (6 °C), fraîches en été et des vents forts. Parallèlement l'observatoire de l'environnement en Bretagne publie en 2020 un zonage climatique de la région Bretagne, s'appuyant sur des données de Météo-France de 2009. La commune est, selon ce zonage, dans la zone « Littoral », exposée à un climat venté, avec des étés frais mais doux en hiver et des pluies moyennes.
Pour la période 1971-2000, la température annuelle moyenne est de 11,8 °C, avec  une amplitude thermique annuelle de 9,2 °C. Le cumul annuel moyen de précipitations est de 1 032 mm, avec 16,3 jours de précipitations en janvier et 7,2 jours en juillet. Pour la période 1991-2020, la température moyenne annuelle observée sur la station météorologique la plus proche, située sur la commune de Ploudalmézeau à 11 km à vol d'oiseau, est de 12,1 °C et le cumul annuel moyen de précipitations est de 997,1 mm,. Pour l'avenir, les paramètres climatiques de la commune estimés pour 2050 selon différents scénarios d'émission de gaz à effet de serre sont consultables sur un site dédié publié par Météo-France en novembre 2022.

## Urbanisme

### Typologie
Au 1er janvier 2024, Lannilis est catégorisée bourg rural, selon la nouvelle grille communale de densité à 7 niveaux définie par l'Insee en 2022.
Elle appartient à l'unité urbaine de Plouguerneau-Lannilis, une agglomération intra-départementale dont elle est une commune de la banlieue,. Par ailleurs la commune fait partie de l'aire d'attraction de Brest, dont elle est une commune de la couronne,. Cette aire, qui regroupe 68 communes, est catégorisée dans les aires de 200 000 à moins de 700 000 habitants,.
La commune, bordée par la Manche, est également une commune littorale au sens de la loi du 3 janvier 1986, dite loi littoral. Des dispositions spécifiques d'urbanisme s'y appliquent dès lors afin de préserver les espaces naturels, les sites, les paysages et l'équilibre écologique du littoral, tel le principe d'inconstructibilité, en dehors des espaces urbanisés, sur la bande littorale des 100 mètres, ou plus si le plan local d'urbanisme le prévoit.

### Occupation des sols
L'occupation des sols de la commune, telle qu'elle ressort de la base de données européenne d'occupation biophysique des sols Corine Land Cover (CLC), est marquée par l'importance des territoires agricoles (84,4 % en 2018), en diminution par rapport à 1990 (86,2 %). La répartition détaillée en 2018 est la suivante : 
terres arables (50,3 %), zones agricoles hétérogènes (34,1 %), zones urbanisées (12 %), forêts (1,7 %), zones industrielles ou commerciales et réseaux de communication (1 %), eaux maritimes (0,5 %), milieux à végétation arbustive et/ou herbacée (0,3 %). L'évolution de l'occupation des sols de la commune et de ses infrastructures peut être observée sur les différentes représentations cartographiques du territoire : la carte de Cassini (XVIIIe siècle), la carte d'état-major (1820-1866) et les cartes ou photos aériennes de l'IGN pour la période actuelle (1950 à aujourd'hui).

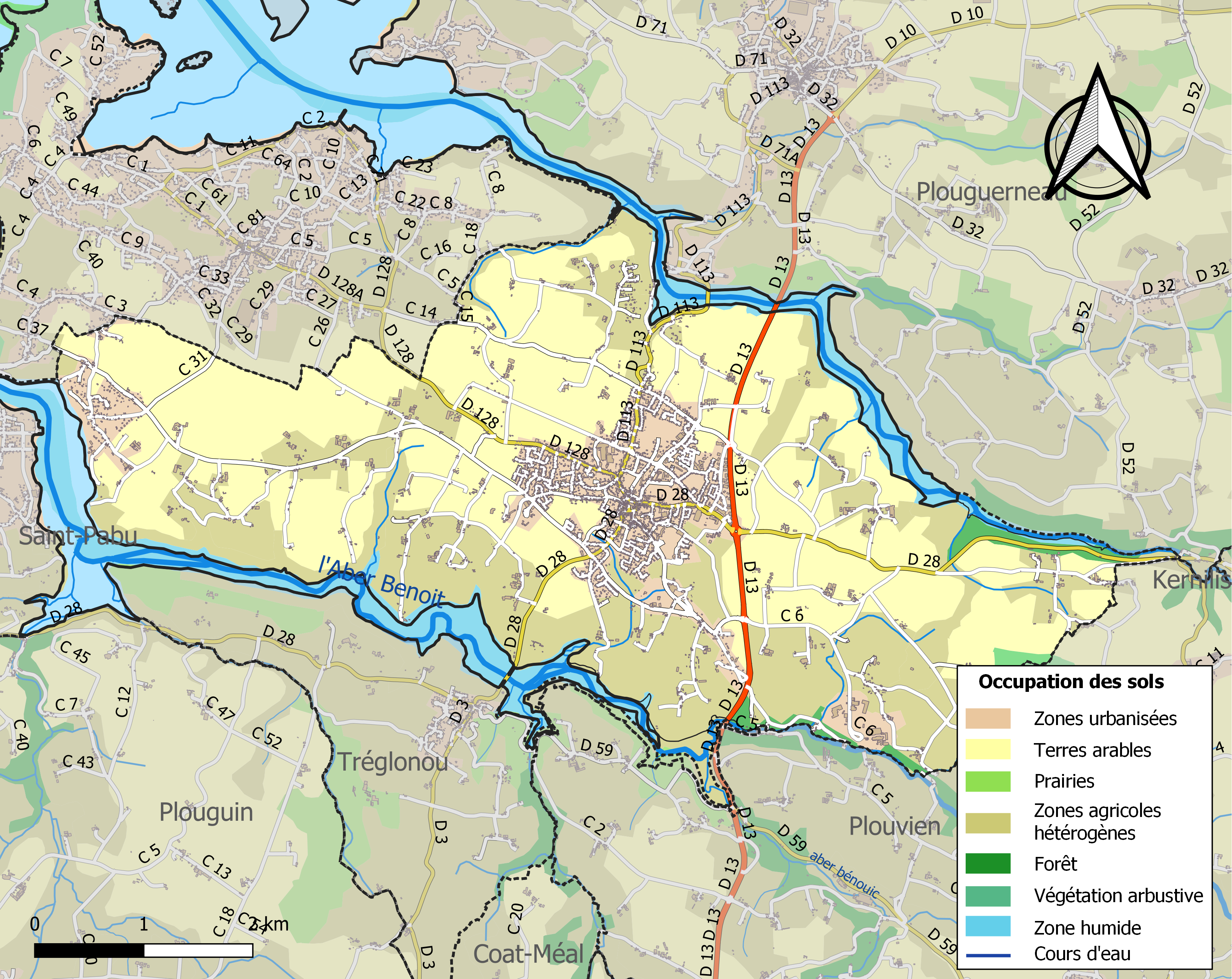
Carte des infrastructures et de l'occupation des sols de la commune en 2018 (CLC).

## Toponymie
Le nom primitif de Lannilis était un hagiotoponyme caché Ploué-Diner. Diner est une abréviation du nom de saint Thénénan. Peut-être cette paroisse a-t-elle été dédiée primitivement à ce saint.
Le nom de la commune est Lanniliz  en breton, il se compose de deux éléments :
- Lann : ce terme d'origine celtique remonte aux migrations bretonnes des Ve et VIIe siècles en Armorique. Il désigne un « lieu consacré, un ermitage, un monastère » ou une « église »[24] ;
- Iliz : ce mot signifie « église » et la traduction latine Lanna Ecclesiae du nom figurant dans un acte de cession par Even Bohic daté du 16 mai 1344 plaide en ce sens.

Lannilis voudrait donc dire le « lieu consacré » ou l'« ermitage de l'église », sous-entendu près de ou lié à l'église.

## Histoire

### Préhistoire et Antiquité
Dans un tumulus fouillé près du bourg à Kéréon en 1873, on a découvert un dolmen de 3 mètres de longueur sur 2,25 mètres de largeur, et renfermant divers « objets antiques » dont un vase cinéraire et un couteau en bronze. 21 tumuli se trouvent près du village de Castelourac ; le plus grand, de 35 mètres de diamètre et 36 mètres de hauteur, a été fouillé par Paul du Châtellier; il contenait notamment un vase à quatre anses.

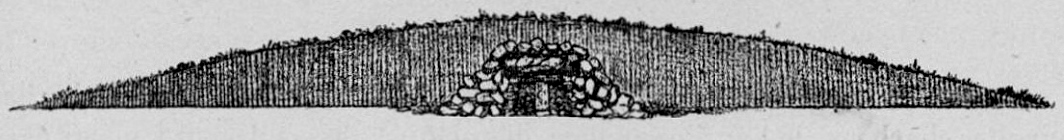
Coupe du grand tumulus de Castelourac (dessin de Paul du Châtellier)
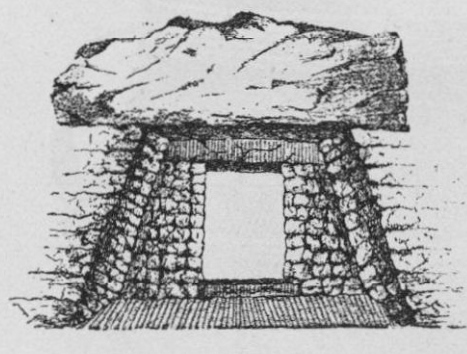
Coupe du tumulus de Castelourac (dessin de Paul du Châtellier).
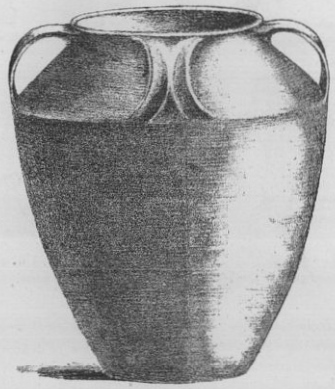
Vase à quatre anses trouvé dans l'un des tumuli de Castelourac en Lannilis, fouillé par Paul du Châtellier.

Une voie romaine venant de Vorganium (en Plounéventer) et se dirigeant vers Tolente (en Landéda) passait au sud de Loc-Brévalaire et au nord de Lannilis ; son tracé suit la ligne de crête du plateau bombé compris entre les abers Benoît et Wrac'h. Une autre voie, reliant Ploudalmézeau à Plouguerneau franchit l'Aber-Wrach au pont Krac'h ("Pont du diable").
Une monnaie de l'empereur Gratien a été trouvée dans un marais, entre Lannilis et Plouvien.

### Moyen Âge
La commune de Lannilis est issue de la paroisse du même nom. Ploudiner fut le chef-lieu paroissial jusqu'au XVe siècle ; peut-être le bourg de Ploudiner fut-il détruit par les Anglais lorsque ceux-ci ravagèrent les côtes du Léon en 1404 en raison de son démembrement, c'est ce que laisse supposer un compte du temporel de l'évêché de Léon pour 1405 et 1406 qui mentionne dans le territoire de la paroisse de Ploudiner plusieurs hostels détruits ou brûlés par les Anglais.
Ploudiner fut divisé en trois paroisses, Lannilis, Landéda et Brouennou lors de la réforme grégorienne du XIe siècle. Lannilis correspondait à l'ancien chef-lieu de Ploudiner. Ce n'est qu'en 1842 que la frontière communale avec Landéda, qui a absorbé Brouennou en 1829, fut établie.
Selon l'hagiographie, en l'occurrence la Vie de saint Goueznou, écrite en 1019, la création de ce territoire remonte à saint Tudogilus. Ce personnage y est décrit comme père de plusieurs autres fondateurs, dont celui qui est l'objet de la Vita. Venant de Grande-Bretagne, il installe quant à lui son ermitage au lieu dénommé Lothonou ou Lothuznou en Ploudiner.
La paroisse de Lannilis faisait partie de l'archidiaconé de Kemenet-Ily relevant de l'évêché de Léon et était sous les vocables de saint Pierre et de saint Paul.
Le château de Kerouartz aurait été initialement construit dans la paroisse de Landéda, mais détruit à plusieurs reprises par les Anglais, il aurait été reconstruit à Lannilis, à environ 3 km de son emplacement primitif. Dominant l'Aber Wrac'h, cela permettait au seigneur de percevoir des droits de passage ainsi que des droits de pêcherie.
La maison noble de Kerouartz appartenait en 1360 à Hervé de Kerouartz, chevalier et seigneur du dit lieu ; Hervé de Kerouartz participa en 1377 à une expédition commande par Jean de Malestroit et Sylvestre Budes au service du pape Grégoire XI contre la ville de Florence ; selon la légende le pape aurait offert à Hervé de Kerouartz des reliques de sainte Illuminate (sainte Illuminée ?) qui fut vénérée dans la chapelle manoriale.
La maison noble de Kercabu [Kerbabu] appartenait en 1248 à Hervé Belingam, qui participa à la croisade de Saint-Louis et en 1400 à Guyon-Bellingant, seigneur de Kercabu [Kerbabu]. Le manoir de Kerbabu remonte pour partie au Moyen Âge, mais a été modifié et agrandi à plusieurs reprises depuis, notamment à la Renaissance.
Le manoir du Roual était encore habité au début du XVe siècle par la famille éponyme, puis à partir de 1460 par Nicolas Gourio, puis ses descendants. La famille du Mescam était seigneur du dit-lieu et de Mescaradec ; celle de Keraldanet était seigneur du dit-lieu et du Rascol, paroisse de Lannilis : elles sont présentes aux montres entre 1443 et 1534.

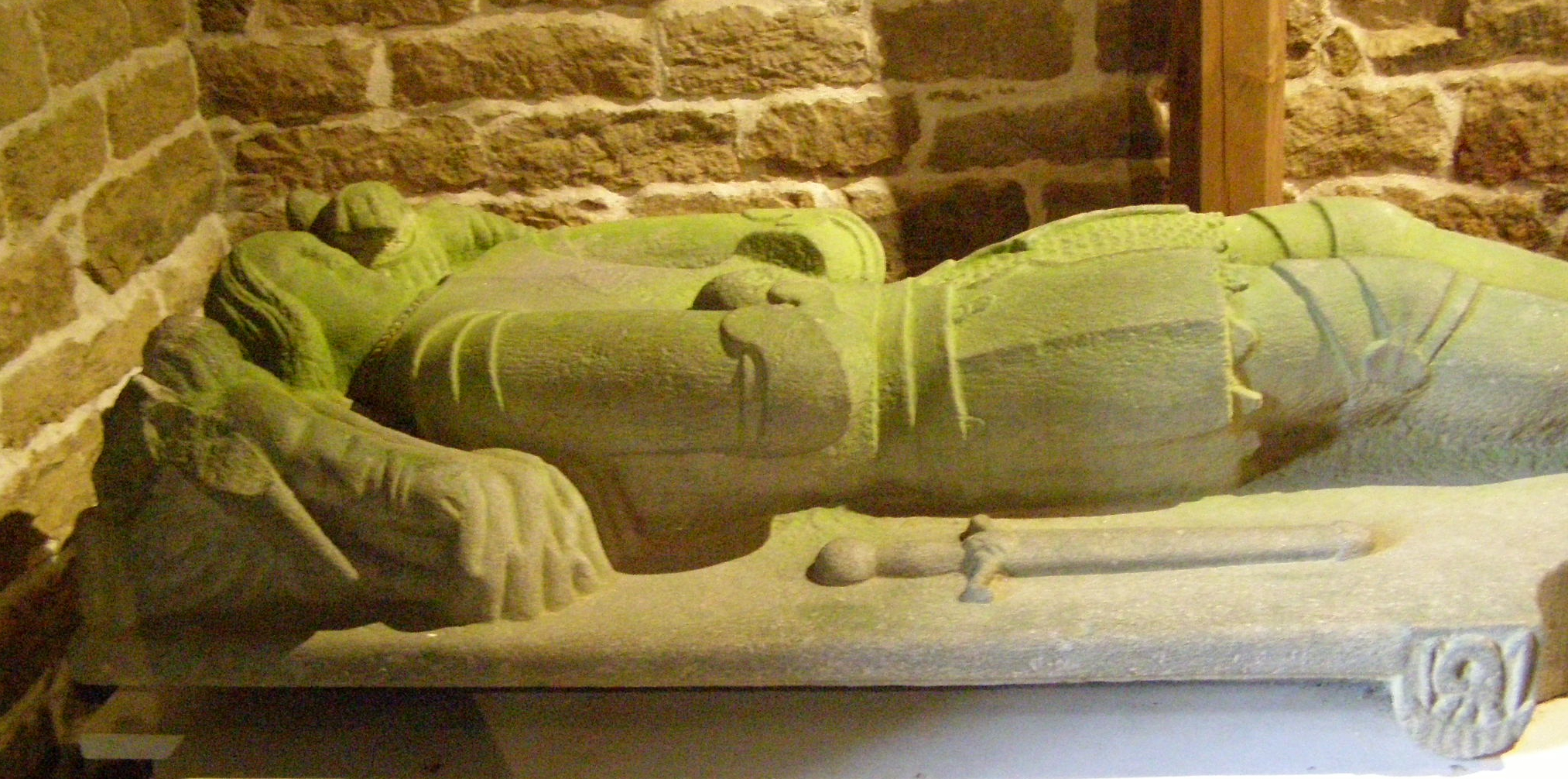
Gisant en pierre de François du Coum, seigneur du Com [Coum] et de Kerangar (en Lannilis), qui se trouve dans la chapelle du château de Kerjean.

La seigneurie du Coum fut représentée à la montre de 1503 par Hervé du Coum et à celle de 1534 par Tanguy du Coum. Le tombeau de François du Coum, vivant en 1534, se trouvait originellement dans la chapelle privée du Coum, puis, lors de la démolition de cette dernière, fut transféré dans l'église paroissiale de Lannilis ; il se trouve désormais dans la chapelle du château de Kerjean.
La famille Audren de Kerdrel, seigneur de Kerdrel (sa présence est connue à Lannilis depuis le XIIIe siècle), fut maintenue noble en 1669 et 1671 devant le Parlement de Bretagne, à Rennes.
Lannilis dépendait de l'ancienne paroisse de Ploudiner et n'est devenue autonome qu'au XVe siècle.

### Temps modernes
L'actuel château de Kerouartz est construit entre 1580 et 1602 par François de Kerouartz dans le style Renaissance. En 1732 Sébastien de Kerouartz épouse l'héritière de Kergroadez. En 1760 leur fille se marie avec un lointain cousin d'une branche cadette, François Jacques de Kerouartz, qui fut seigneur de Penhoat, marquis de Kergroadès, comte de Lossulien, conseiller au Parlement de Bretagne. Le château appartient toujours aux descendants de cette famille.
En 1759, une ordonnance de Louis XV ordonne à la paroisse de Lanilis [Lannilis] de fournir 45 hommes et de payer 295 livres pour « la dépense annuelle de la garde-côte de Bretagne ». Le comte Claude-Hubert de Bellingant de Kerbabu, capitaine des garde-côtes, décédé en 1759, fut le dernier seigneur résident à Kerbabu, mais le dernier Bellingant connu, Jean de Belingant, marquis de Crenan, décéda à Quintin le 17 mars 1836.
En 1765, l'évêque dut interdire l'église de Lannilis, qui menaçait ruine, pour contraindre les paroissiens aux réparations nécessaires, la chapelle Notre-Dame de Trobérou  (disparue depuis) servit alors temporairement d'église paroissiale. Cette première église connue, qui avait été consacrée le 25 mars 1516, fut remplacée par une nouvelle église, construite entre 1773 et 1775 et consacrée par Jean-François de la Marche en octobre 1775.
Longtemps, Lannilis et l'ensemble du Pays pagan ont eu la réputation, probablement exagérée, d'être des naufrageurs ; un auteur non précisé écrit par exemple en 1901 : « Pendant plusieurs siècles et jusqu'à ce que Louis XIV réprimât leurs sinistres exploits, Lannilis, Kerlouan, Guissény, Kertugal [Pontusval], Plounéour et bien d'autres lieux ne furent que des repaires de naufrageurs. Tous les hommes y étaient associés pour conspirer la perte d'autres hommes. (...) Les habitants étaient plus à craindre que les écueils parmi lesquels, le couteau au poing, ils guettaient les épaves et les naufragés ».
Jean-Baptiste Ogée décrit ainsi Lannilis en 1778 :

« Lannilis ; gros bourg, sur une hauteur ; à 9 lieues à l'ouest-sud-ouest de Saint-Pol-de-Léon, son évêché ; à 47 lieues de Rennes ; et à 3 lieues un tiers de Lesneven, sa subdélégation et son ressort. Cette paroisse relève du Roi et compte 2 800 communiants : la cure est présentée par l'Évêque. Il se tient à  Lannilis six foires par chaque année. Ce territoire, borné au nord, à l'est et au sud par la mer, renferme des terres excellentes et très bien cultivées. (...) La seigneurie de Carman, avec haute, moyenne et basse justice, qui s'exerce dans la paroisse de Plouguerneau, fut érigée en marquisat en août 1612 en faveur de Charles de Maillé, seigneur de Carman ; c'est une illustre et ancienne maison qui s'est alliée à celle de Rohan, de Luxembourg, et autres ; elle porte pour devise à ses armes : Dieu avant tout ; elle appartient aujourd'hui à M. de Gontault, duc de Biron, qui possède encore le Châtel, haute, moyenne et basse justice, Kerbabu, le Coum, Kerangar, Kerovaz, Kerousien, Mescam, Mescaradec, Rascol, Roualze [Roual], Tressilis et Trézel. »

Jean Léon dans l'escadre du comte de Grasse et Vincent Ach dans l'escadre du comte de Ternay, tous les deux de Lannilis, participèrent à la Guerre d'Indépendance américaine.

### Révolution française et Empire
Le 19 mars 1793 des hommes venus à Lannilis de Plouguerneau, Tréménec'h, Plouvien et Bourg-Blanc , au nombre de deux ou trois mille, qui tentaient d'empêcher le tirage au sort organisé dans le cadre des opérations de recrutement liées à la levée en masse, durent être repoussés par un détachement armé et ne se retirèrent qu'après avoir obtenu l'assurance que les hommes enrôlés ne partiraient pas faire la guerre aux frontières. Prat, administrateur du district de Lesneven, écrit : « Lannilis fut le premier théâtre de la vraie guerre civile. un détachement de cent hommes envoyé de Brest pour y ramener la paix y a éprouvé les plus vives attaques (...). Nos frères d'armes à Lannilis s'adressèrent à nous, nous y portâmes toutes nos forces et cette paroisse de Lannilis est venue à résipiscence et a fourni son contingent (...) Le nombre assuré des mutins tués à Lannilis est de 18 à 20, au nombre desquels se trouvent, m'a-t-on-dit, deux prêtres. Le nombre pourrait être plus considérable et on le présume fort en ce que ces scélérats remportaient sur-le-champ les cadavres des leurs ».
Laurent-François Legendre, né le 26 avril 1741 au Petit-Gorréquer en Lannilis, avocat, décédé le 30 juin 1802 à Lambézellec, fut élu le 8 avril 1789 député par l'assemblée du tiers-état de la sénéchaussée de Brest et siégea à la réunion des États généraux de 1789, puis à l'Assemblée constituante. Il a écrit un "Bulletin de la correspondance de la députation du Tiers-État de la sénéchaussée de Brest".
Le 22 mai 1794 François-Marie Deniel, ancien maire de Lannilis, fut guillotiné à Brest avec vingt-six autres administrateurs du département Finistère, pour « fédéralisme ».
Comme les autres propriétés nobiliaires, le manoir du Roual, qui avait été habité au milieu du XVIIIe siècle par le marquis Vincent de Plœuc, décédé le 15 septembre 1753 au manoir du Roual, puis par son neveu le marquis de la Jaille, lequel émigra, fut vendu comme bien national. Ce fut aussi le cas du domaine de la Motte, qui appartenait au comte Charles de Kerguiziau de Kervasdoué et qui fut acquis le 25 fructidor an III par Pierre Duret, ancien chirurgien-major de la marine au port de Brest.
Le 3 brumaire an XI (24 octobre 1802), Lannilis est substitué à Plouguerneau comme chef-lieu du canton désormais dénommé canton de Lannilis.

### Époque contemporaine

#### LeXIXesiècle
Sept membres de la famille Audren de Kerdrel ont été maires de Lannilis pendant le XIXe siècle et la première moitié du XXe siècle.

##### Les potiers de Lanveur
La lande de Lanveur est une étendue de terre argileuse à cheval sur les communes de Lannilis et Plouvien.
Des potiers exerçaient leur activité à Lannilis et Plouvien au XIXe siècle et au début du XXe siècle sur le site de la « Lande de Lanveur » à Kerambo. Le Bottin du commerce de 1842 indique déjà la fabrication de poteries et de briques à Plouvien.

« Au XVIe siècle, l'industrie des potiers semble déjà très florissante à Lanveur. Sous la Révolution, Cambry, qui visita le Finistère en 1794; signale qu'il y avait alors 50 à 60 poteries en Lannilis et en Plouvien. En 1807, aux foires de Lannilis, on signale des poteries innombrables. (...) La Terre de Lanveur se vend partout dans le Léon. Mais, après cette période de prospérité, trois actes préfectoraux (1872, 1874, 1878) vinrent porter une atteinte sérieuse à cette industrie. Les poteries sont recouvertes d'une peinture à l'oxyde de plomb qui n'est pas sans danger. (...) 250 personnes [furent] réduites à la misère la plus noire. »

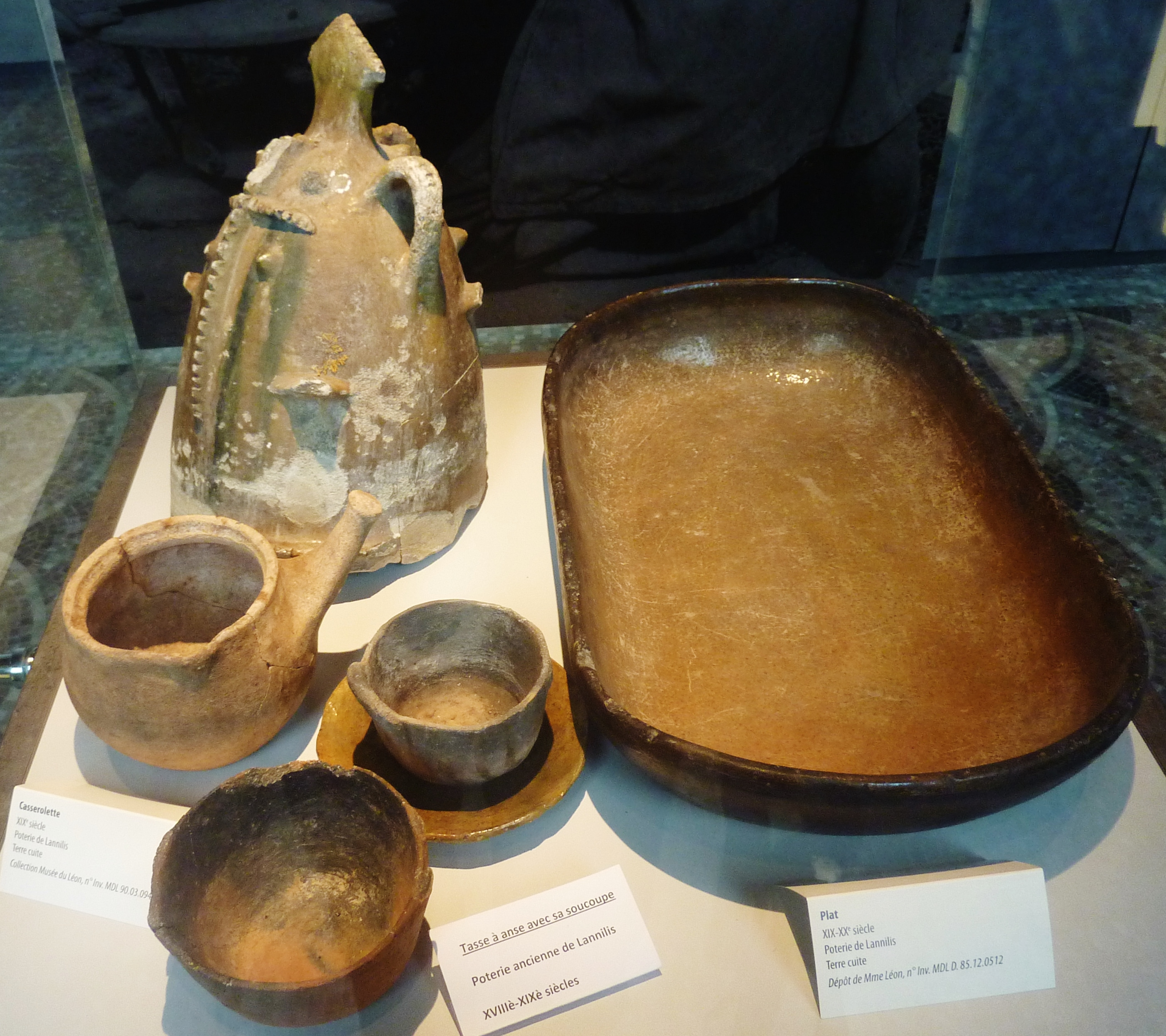
Poteries provenant du secteur de Lanveur en Lannilis et datant des XVIIIe siècle et XIXe siècle (musée du Léon de Lesneven).

L'industrie des potiers est alors en pleine période de prospérité. En 1811, on estime qu'elle emploie un millier d'individus environ dans la région de Lannilis-Plouvien. C'est à cette époque et jusqu'en 1874 que sont notées de nombreuses demandes d'achats de terrain, à la commune de Lannilis, sur la terre alors disputée de Lanveur. Disposés en ceinture autour d'elle, se peuplent les groupements de Prat-Torchen, Prat-Lédan, Kerizaouen, Kerien, Grollo, Bergot, Kerabo… C'est là que s'installent les familles Corre, Cléac'h, Guéguen, Aballéa, Cloarec, Jaffrès, Tréguer, Allégoet, Gouez, autant de noms familiers de nos jours. À ces noms, il convient de rajouter celui de Landuré, potier aveugle, né en 1827 à Lannilis. Des charrettes remplies de poteries s'en vont, par toutes les routes du Léon, écouler leur contenu sur les foires et les marchés. La terre de Lanveur se vend à Landerneau, au Faou, à Chateaulin, à Carhaix, à Saint-Pol-de-Léon.
Leur travail est ainsi décrit :

« Dans la lande, il fallait creuser de grandes fosses, profondes d'environ deux mètres (…) pour en extraire une terre (…) variant du jaune indien au rougeâtre foncé. Cette terre argileuse, mélangée de sable dans de bonnes proportions, était naturellement favorable à la bonne tenue des poteries au feu. Pour piocher la terre dans ce terrain imperméable, le potier était souvent dans l'eau jusqu'aux genoux. »

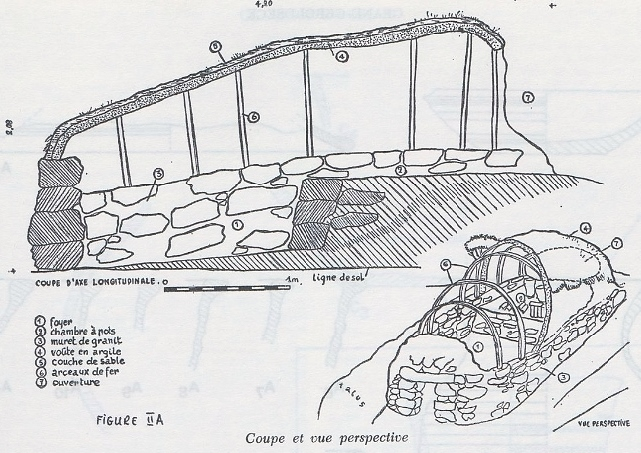
Coupe et vue perspective d'un four utilisé par les potiers de Lanveur.

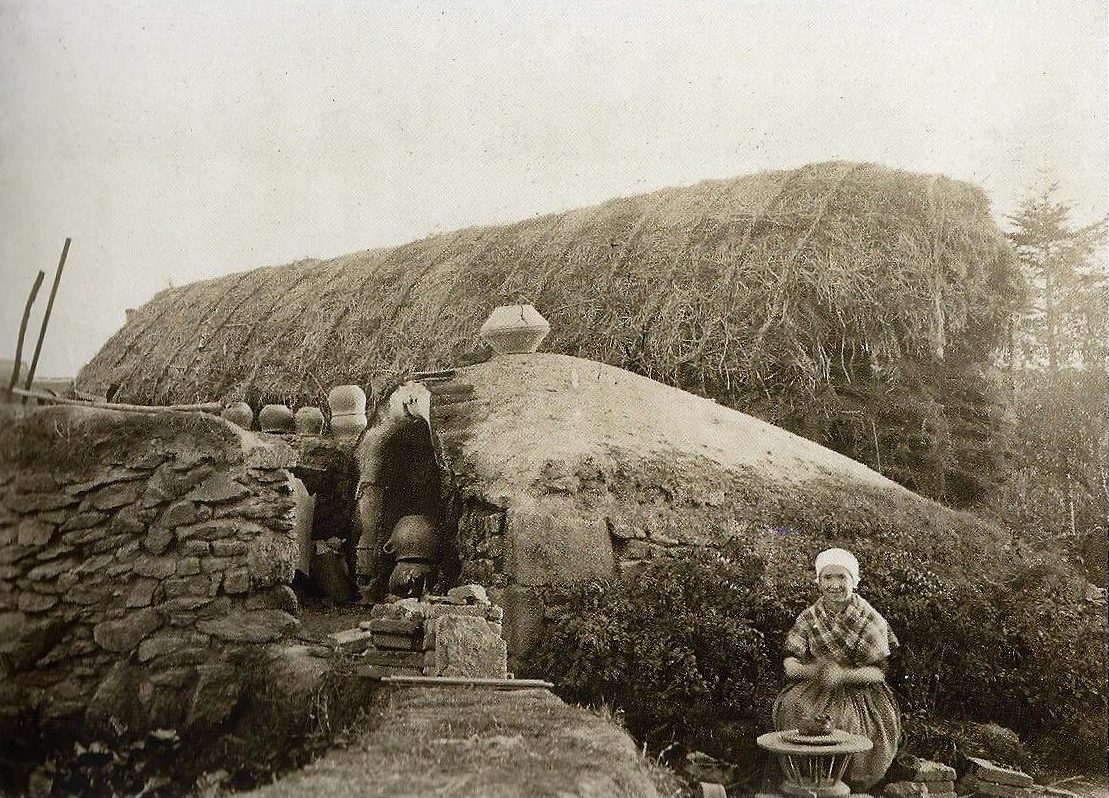
La potière devant son four (à Lannilis, vers 1910).

Alexandre Brongniart décrit ainsi les fours en 1877 : 

« Les fours actuels, des plus primitifs, sont des fours couchés, à foyer latéral inférieur, placé dans la direction de l'axe du tirage, à l'opposé de la cheminée d'appel de l'air froid ; chaque four peut recevoir 14 à 15 douzaines de pièces pour le vernissage desquelles on emploie 25 à 30 kilogrammes de plomb (...). La cuisson des pièces dure environ deux heures ; elle est obtenue à l'aide de fagots d'ajoncs mêlés de bruyères. La température de cuisson est celle du rouge cerise ; on compte environ une soixantaine de ces fours dans la commune de Lannilis et dans celle de Plouvien, sa voisine. »

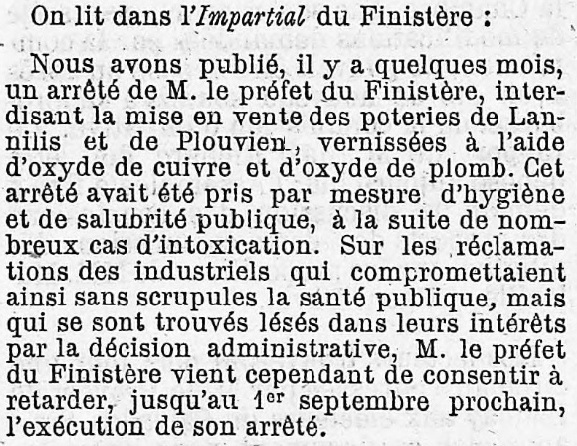
Article publié dans le journal La Presse le 29 juillet 1874 concernant l'interdiction de la vente des poteries de Lannilis et Plouvien, vernissées à l'aide d'oxyde de cuivre et d'oxyde de plomb, à la suite de nombreux cas d'intoxication.

L'âge d'or fut les deux premiers tiers du XIXe siècle. L'interdiction d'utiliser l'oxyde de plomb, réputé toxique, accéléra un déclin provoqué aussi par l'essor de la céramique industrielle et de la ferblanterie. En 1912, le plomb était encore utilisé en dépit de l'interdiction (un mélange de plomb et de cendres étendu à la main sur la poterie crue avant son passage au four) ; les potiers étaient atteints de saturnisme. Selon L. Franchet « les potiers de Lannilis sont, en général, tous malingres. Au point de vue intellectuel, ils sont au-dessous de la normale, mais le manque d'intelligence que l'on observe chez la plupart d'entre eux peut provenir de la consanguinité, car ils constituent une classe à part, peu estimée des paysans cultivateurs (...). Aucun animal domestique ne peut vivre dans ce milieu spécial (...). J'ai vu (...) les enfants se plonger les mains dans cette poudre  et se barbouiller ensuite la figure, en jouant (...) ».
La technique de fabrication utilisée restait très primitive : « [à Lannilis et Plouvien] on fabrique des poteries très grossières, celles-ci sont faites exclusivement par les femmes qui se tiennent exactement dans la même position accroupie que les potières kabyles. La petite tournette, de 0,30 m de hauteur, dont elles se servent, se compose d'un plateau en bois relié par des jantes à une pièce également en bois, faisant fonction de volant et que la potière fait tourner avec l'orteil du pied droit. Un pivot en bois ou en fer, fixé sur une pièce de bois, en forme de croix, traverse le volant et vient engager sa tête arrondie dans un évidement, ménagé sous le plateau supérieur ou girelle ».
La concurrence des ustensiles en fer blanc et des poteries et faïences d'autres provenances accentuèrent la crise et les derniers potiers disparurent pendant l'entre-deux-guerres. En 1935, il ne subsistait que deux potiers à Lanveur.
Cette description, qui date de 1935, illustre la fin de l'activité potière :

« Dans cette campagne bretonne du Léon, où toute rudesse est beauté à qui sait la découvrir, après l'arrêt de Plouvien, on se trouvait soudain dans une étendue de plusieurs kilomètres de lande inculte, couverte d'ajoncs ras et de bruyères, et dont la terre au ton chaud avait été creusée de place en place ; le train coupait par le milieu la terre de Lanveur, précédant de trois kilomètres la commune de Lannilis à laquelle elle se rattache en partie (l'autre partie dépendant de la commune de Plouvien). (…) Aujourd'hui, on cherche vainement autour de soi une activité, une présence même, dans cette lande à l'aspect désolé, aux crevasses béantes. À peine une fumée monte-t-elle, à longs intervalles, du dernier four de Prat-Torchen. »

##### Lannilis vers le milieu duXIXesiècle
Une épidémie de choléra fit 12 morts à Lannilis en octobre 1834.
A. Marteville et P. Varin, continuateurs d'Ogée décrivent ainsi Lannilis en 1843 :

« Lannilis (sous l'invocation de saint Pierre) ; commune formée par l'ancienne paroisse de ce nom, aujourd'hui cure de 2ème classe ; bureau d'enregistrement ; chef-lieu de perception ; bureau de poste ; brigade de gendarmerie à pied. L'église de Lannilis n'a rien de remarquable si ce n'est le tombeau de François de Com, qui est dans le cimetière et apposé contre l'église. François de Com y est revêtu de pied en cap de son costume de chevalier. Près de là est la chapelle de Saint-Tariec, qui a de charmants vitraux de couleur, avec les écussons de plusieurs anciennes familles, et dans laquelle le tombeau d'Olivier, docteur en théologie, mort dans le XVIe siècle, est fort curieux, plutôt par la nature de ses sculptures que par leur exécution. Sur la route de Brest à Lannilis (n° 13, de grande communication, du Finistère) est la fontaine de Saint-Troueberou jadis, dit-on, consacrée au culte druidique, et maintenant dédiée à la Vierge. Cette fontaine est d'un aspect ravissant. (...) Toute cette commune, comprise entre l'Aber Benoît et l'Abervrac'h [Aber-Wrac'h] a un aspect frais et varié ; les terres y sont fertiles et bien cultivées, le goémon étant récolté en abondance par les cultivateurs. Chaque année elle exporte plus de 3 000 hectolitres de blé. (...) Il y a foire les seconds mercredis des mois de janvier, mars, mai, juillet, septembre et novembre. Géologie : constitution granitique ; quelques points de granite amphibolite. On parle presque généralement le breton. »

Fin janvier 1847, des détachements du 23e régiment d'infanterie de ligne durent être envoyés dans les cantons de Saint-Renan et Lannilis « pour prévenir les émeutes à l'occasion des grains » en raison de la disette qui sévissait alors.
Des cacous exerçant le métier de cordier vivaient encore isolés dans le village de Trebirou [Trobérou] en Lannilis en 1847.
Les "choux de Lannilis" étaient alors cultivés, traditionnellement entre les rangées de panais ; ces choux verts étaient notamment vendus à Brest et consommés aussi par le bétail. L'élevage des chevaux traits bretons était alors important dans le canton de Lannilis et les cantons voisins ; des foires aux chevaux avaient lieu à Lannilis les deuxièmes mercredis de janvier, mars, mai, juillet, septembre et novembre. Un dépôt d'étalons existait à Lannilis depuis 1785.

##### Lannilis pendant la deuxième moitié duXIXesiècle
La reconstruction de l'église paroissiale Saint-Pierre-et-Saint-Paul par l'architecte diocésain Joseph Bigot se fit entre 1874 et 1876 avec incorporation de l'ancien clocher datant de 1774.
Claude-Marie Queffurus, brigadier au 5e régiment de dragons, fut fait prisonnier pendant la Guerre de 1870.
Une épidémie de variole frappa Lannilis et des communes avoisinantes en 1882.
En 1886, un touriste allemand, dénommé Sandier, soupçonné d'espionnage, fut arrêté à Lannilis.
Benjamin Girard décrit ainsi Lannilis en 1889 :

« La commune de Lannilis, chef-lieu du canton de ce nom, se nommait anciennement Ploudiner ; elle occupait tout le territoire compris entre l'Aberwrac'h et l'Aberbenoit, c'est-à-dire ce qui forme aujourd'hui les communes de Lannilis et Landéda. (...) Le bourg, qui a une population agglomérée de 886 habitants, est dans une situation agréable, au milieu d'un canton très pittoresque. L'église paroissiale est un vaste édifice de 1774 ; elle est surmontée d'une flèche élégante. On voit dans le cimetière un tombeau remarquable du XVIe siècle, sur lequel est couchée la statue d'un guerrier armé de toutes pièces. Le château de Kérouartz et le manoir de Kerdrel sont les deux maisons les plus anciennes de la commune. Le premier est une belle habitation du XVIIe siècle, qui s'élève au milieu de grands bois, sur les bords de l'Aberwrac'h. »

##### Le port de Paluden à la fin duXIXesiècle
Benjamin Girard décrit ainsi le port de Paluden en 1889 :

« À deux kilomètres de Lannilis, et sur la rivière de l'Aberwrac'h, au point où elle cesse d'être navigable, c'est-à-dire à 4 kilomètres dans les terres, se trouve le petit port de Paluden, recevant chaque année de 30 à 40 navires, qui y apportent des marchandises pour Plouguerneau et pour Lannilis. Placé au centre d'une riche contrée, il se trouve, de plus, dans d'excellentes conditions nautiques, étant accessible à toute heure de marée aux bâtiments calant de 6 à 7 mètres d'eau. Il est à regretter qu'il soit encore dépourvu de quais et des ouvrages nécessaires pour faciliter les opérations qui y ont lieu. »

Le conseil général du Finistère souhaitait dès 1866 l'aménagement d'un quai de déchargement et d'un terre-plein au port du Paluden, sur l'Aber Wrac'h : « Ce port, où les eaux sont d'une parfaite tranquillité par les plus mauvais temps, jouit de l'immense avantage de garder une profondeur de cinq mètres par les plus basses marées, et d'être le centre d'un riche bassin qui comprend, avec les communes de Lannilis et de Plouguerneau, tout le territoire compris dans le rayon de Lesneven et de Plabennec. Malgré l'extrême difficulté que représente aujourd'hui le déchargement des navires à Paluden, ce port donne lieu à un commerce de quelque importance en bois du nord, en vins et en engrais. Ce commerce s'accroîtra rapidement aussitôt qu'on lui aura donné des facilités qui lui manquent absolument ». Des travaux sont effectués en 1877 pour la rive droite, côté Lannilis, mais le même conseil général émet à plusieurs reprises et encore en 1880 le vœu de l'aménagement d'un quai rive gauche, côté Plouguerneau.
C'est aussi pendant la seconde moitié de la décennie 1870 qu'est aménagé le chemin de grande communication no 13 desservant Lannilis et Plouguerneau.

##### Le soutien aux candidatures de l'abbé Gayraud
En 1892, et lors des élections législatives suivantes, un « Comité catholique électoral de la 3e circonscription de Brest », composé d'une bonne centaine de membres, dont plusieurs ecclésiastiques, se réunit à chaque fois à Lannilis afin de choisir le candidat qui aurait leur soutien : en 1892, ce fut Maurice d'Hulst (qui lui-même avait succédé en 1892 à Charles Freppel comme député de la circonscription). Le 8 janvier 1897, une réunion du même comité se tint à nouveau à Lannilis et décida de soutenir la candidature de l'abbé Gayraud, aux élections législatives, bien que celui-ci fût rallié à la République, le préférant au comte de Blois, candidat royaliste ; les curés de Lannilis et Ploudalmézeau, Ollivier et Grall, virent leur traitement suspendu en raison de leur soutien à sa candidature, jugé abusif par le gouvernement. L'abbé Gayraud fut élu député. Le 5 avril 1902, une autre réunion se tint au château du Roual, toujours à Lannilis, et décida de soutenir la nouvelle candidature de l'abbé Gayraud en vue de sa réélection, le préférant à l'abbé Stéphan, recteur de Plounéour-Trez, royaliste.
Lannilis et sa région restaient toutefois à majorité royaliste comme l'illustre l'élection cantonale du 14 avril 1901 : succédant à son père Paul Audren de Kerdrel, le comte Paul Audren de Kerdrel (fils) fut élu conseiller général, obtenant 1 501 voix dans le canton de Lannilis, contre 1 391 voix à Jacques Quentel, républicain catholique ; dans la seule commune de Lannilis, Paul Audren de Kerdrel obtint 422 voix contre 286 pour Jacques Quentel. « Le canton de Lannilis [a] été jusqu'ici une citadelle du parti royaliste » écrit le journal L'Ouest-Éclair.
En 1912 encore, pour pourvoir au remplacement de l'abbé Gayraud, décédé, « M. Fortin, puis M. Ollivier, curé de Lannilis, ont insisté tour à tour sur la nécessité de désigner un candidat catholique et républicain, capable de défendre les intérêts de la circonscription » ; Louis Soubigou, conseiller général de Lesneven, fut désigné ; il fut élu député.

##### Les huîtres de Prat-ar-Coum

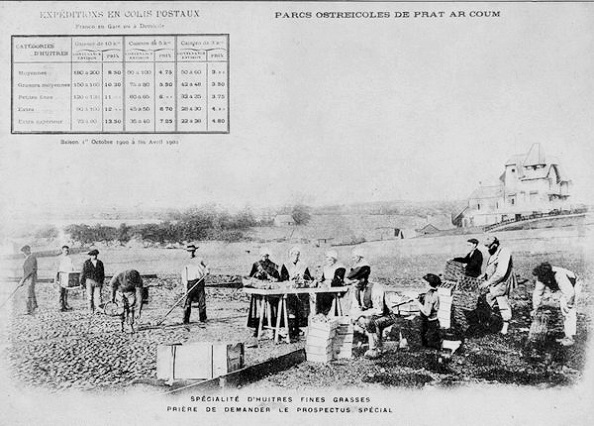
Carte postale publicitaire des huîtres de Prat-ar-Coum datant de 1904.

En 1898, Édouard Delamare-Deboutteville, qui s'intéressait aussi au monde de la pêche, eût l'idée que les pêcheurs pouvaient améliorer leur activité en cultivant les moules et les huîtres et créa un parc d'ostréiculture dans la « prairie de Coum » (Prat ar Coum du nom de la famille Coum) en Lannilis, en bordure de l'Aber Benoît, avec le concours de Léon Malandin (lequel se fit construire une maison à cet endroit, qu'il appela Kastel ar Bik).
Édouard Delamare-Deboutteville cède rapidement son exploitation ostréicole à la famille Madec ; le choix du site est judicieux car il permet l'élevage, mais aussi l'affinage, des huîtres en raison de l'alternance de l'eau douce et de l'eau salée selon les marées, ce qui offre aux huîtres un goût particulier qui fait leur réputation.
Dans la deuxième moitié du Xxe siècle les coups de froid, les virus et les marées noires ont eu raison des huîtres plates, qui ont longtemps fait la réputation de Prat-ar-Coum et qui étaient servies dans les meilleures tables de France ; désormais c'est l'huître creuse qui est principalement produite dans les deux abers Benoît et Wrac'h, notamment par les ostréiculteurs des familles Hansen, Bescond, Ogor, ou encore par Emmanuel Legris au pied du phare de l'Île Wrac'h.

#### LeXXesiècle

##### LaBelle Époque

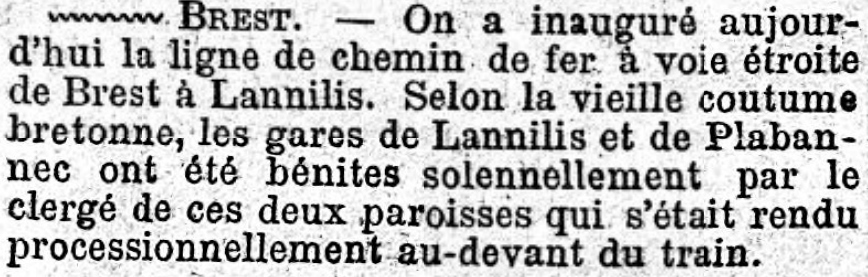
L'inauguration de la voie ferrée allant de Plabennec à Lannilis en février 1894 (journal Le Figaro du 26 février 1894).

La ligne ferroviaire à voie métrique des Chemins de fer départementaux du Finistère reliant Plabennec à l'Aber-Wrac'h via Plouvien, Lannilis et Landéda ouvrit en deux temps (en 1894 pour le tronçon Plabennec-Lannilis, long de 24 km, et en 1900 pour le tronçon Lannilis-L'Aber-Wrac'h, long de 6 km) ; elle ferma en 1932.
La foire de novembre à Lannilis était alors très fréquentée. Une tradition était que les jeunes gens qui allaient partir au régiment tentaient d'y trouver une jeune fille : « le jeune homme saisit les deux mains de la jeune fille qu'il veut épouser et s'efforce de la tirer à lui. Si la jeune fille connaît son rôle, elle résiste. Enfin après force tiraillements les mains s'unissent en une étreinte commune et l'on va ensemble casser le gâteau ». L'auteur de l'article déplore que les jeunes gens préfèrent désormais chanter « les chansons qui nous viennent des cafés-concerts de Paris » plutôt que de puiser « leurs chansons dans le répertoire si riche de la poésie bretonne ».
En 1904, un décret du gouvernement Combes, pris en vertu de la loi sur les congrégations, entraîne la fermeture de l'école congréganiste tenue par les Frères des écoles chrétiennes à Lannilis. Le 8 avril 1904, Paul de Kerdrel, conseiller général et maire de Lannilis, écrivit une lettre au Préfet du Finistère protestant contre l'enlèvement des crucifix des prétoires.

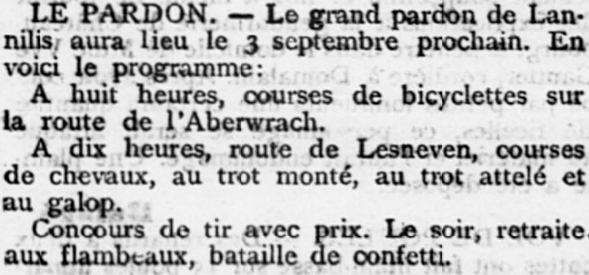
Le programme du grand pardon de Lannilis du 3 septembre 1905 (journal L'Ouest-Éclair du 31 août 1905).

Le mouvement Le Sillon était alors très actif à Lannilis, organisant même un pardon annuel, par exemple en août 1905, au cours duquel fut joué un drame breton écrit par l'abbé Roudot : Mort de saint Trémeur. En 1906, les Sillonnistes de Lannilis tentèrent de négocier l'acceptation par le patronat local de la revendication des ouvriers demandant la journée de 10 heures [de travail], afin de contrer l'« agitation révolutionnaire » organisée par le Parti socialiste. Un patronage catholique, comprenant une société de gymnastique dénommée « La Lutte » existait alors.

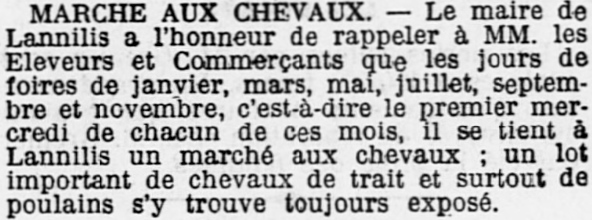
Les marchés aux chevaux organisés à Lannilis en 1910 (journal L'Ouest-Éclair du 6 février 1910).

Le 15 février 1906, l'inventaire des biens d'église de la fabrique de Lannilis se déroula sans incidents notables : « Une protestation a été lue par M. le recteur. Environ 300 fidèles se trouvaient réunis à l'église durant l'opération de l'inventaire, récitant des prières et chantant des cantiques. Après le départ du receveur de l'enregistrement, la bénédiction du Saint-Sacrement a été donnée ».
En 1909, la commune de Lannilis avait 260 élèves à l'école laïque ; l'ouverture d'une école libre [catholique] ne laissa à l'instituteur public que 4 élèves.
En octobre 1911, une épidémie de fièvre typhoïde frappa 44 personnes et fit 10 morts à Lannilis.
L'élevage des postiers bretons était une activité importante : « C'est dans le Finistère nord-ouest, depuis Lesneven jusqu'à la pointe Saint-Mathieu, en passant par les cantons de Lannilis, Ploudalmézeau et Saint-Renan, que naissent les chevaux les plus lourds de la race ».

##### La Première Guerre mondiale

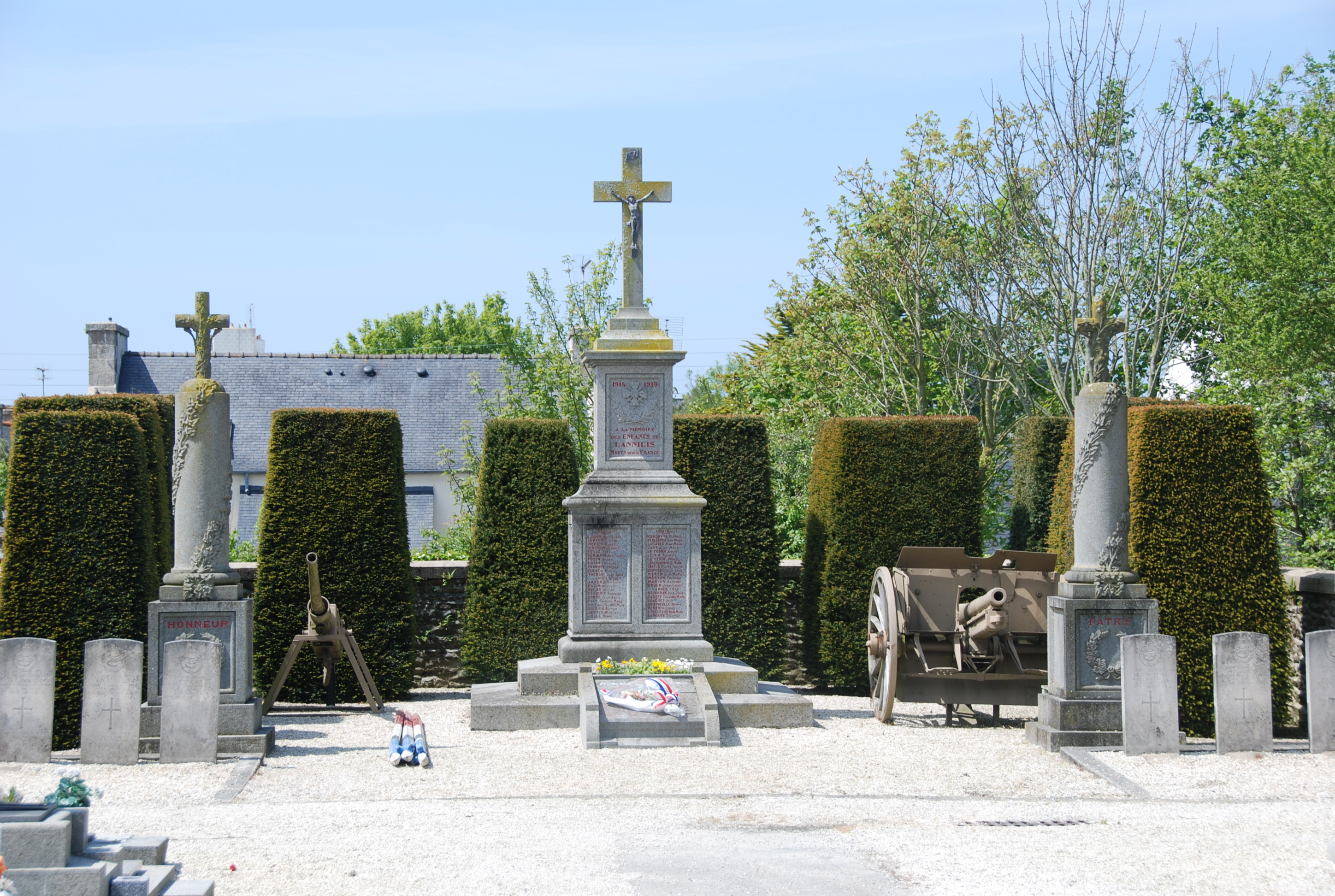
Le monument aux morts de la Première Guerre mondiale.

Le monument aux morts de Lannilis porte les noms de 132 marins et soldats morts pour la France pendant la Première Guerre mondiale ; parmi eux, 3 au moins sont des marins disparus en mer (Michel Allain, matelot canonnier, lors du naufrage du cuirassé Bouvet le 18 mars 1915 pendant la bataille des Dardanelles, Michel Pronost, second maître chauffeur, lors du naufrage du croiseur cuirassé Léon Gambetta le 27 avril 1915 et François Caroff, matelot mécanicien, lors du naufrage du contre-torpilleur Étendard le 25 avril 1917) ; 6 au moins sont morts en Belgique (dont 5 en 1914 : Joseph Bellec à Arsimont dès le 21 août 1914, Jean Breton et Jean L'Hour à Maissin dès le 22 août 1914, Jean Merien à Sambreville le 30 août 1914, Michel Bellour à Dixmude le 10 novembre 1914 et un en 1917 : René Kerleroux à Hoogstade le 10 août 1917) ; Vincent Gouez est mort en Turquie le 2 mai 1915 lors de la bataille de Sedd-Ul-Bahr ; Gabriel Gouriou, matelot, est mort à Glasgow (Écosse  le 19 mai 1918 dans des circonstances non précisées ; la plupart des autres sont décédés sur le sol français dont Claude Breton, soldat au 72e régiment d'infanterie, tué à l'ennemi le 27 avril 1915 aux Éparges (Meuse), décoré de la Médaille militaire et de la Croix de guerre ; Louis de Poulpiquet de Brescanvel, époux de Marie Caroline Audren de Kervel, capitaine au 51e régiment d'infanterie, tué à l'ennemi également aux Éparges (à la Tranchée de Calonne) le 9 juillet 1915, chevalier de la Légion d'honneur ; Joseph Georgelin, séminariste, soldat au 51e régiment d'infanterie, mort des suites de ses blessures dans l'ambulance le 28 février 1915 à Saint-Jean-sur-Tourbe (Marne) et son frère Auguste Georgelin, aussi séminariste, soldat au 64e régiment d'infanterie, tué à l'ennemi le 26 septembre 1915 à Tahure (Marne), tous deux décorés de la Médaille militaire et de la Croix de guerre.

##### L'entre-deux-guerres

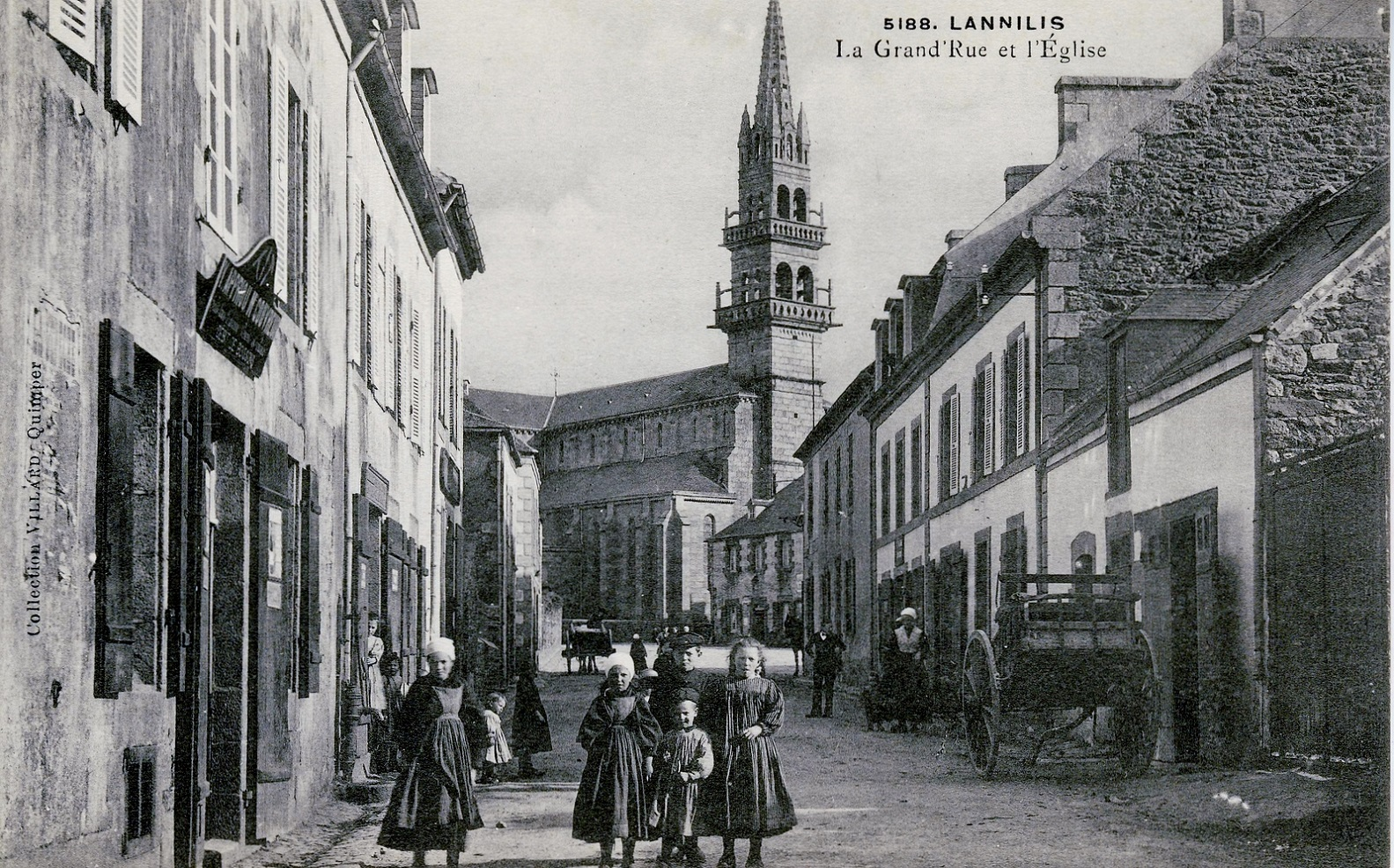
La Grand'Rue et l'église de Lannilis vers 1920 (carte postale Villard).
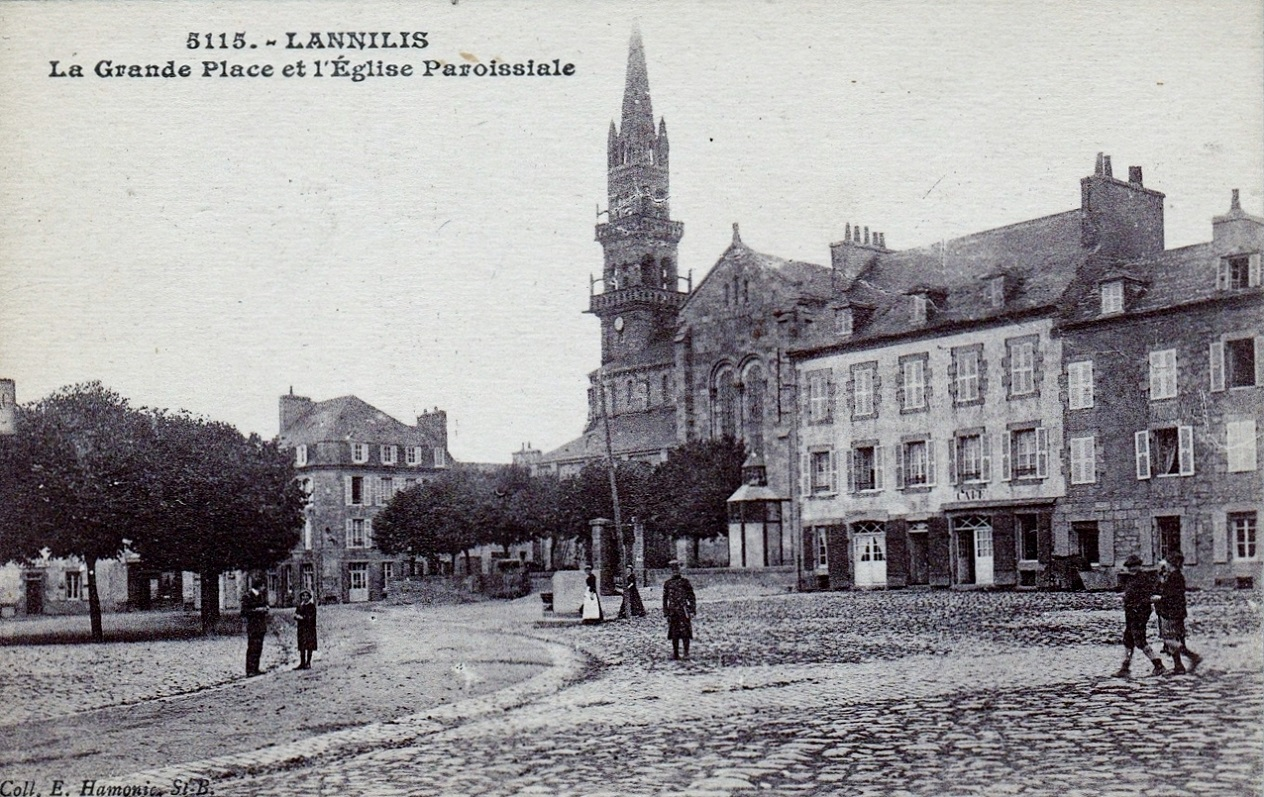
La Grande Place et l'église paroissiale de Lannilis vers 1920 (carte postale Émile Hamonic).
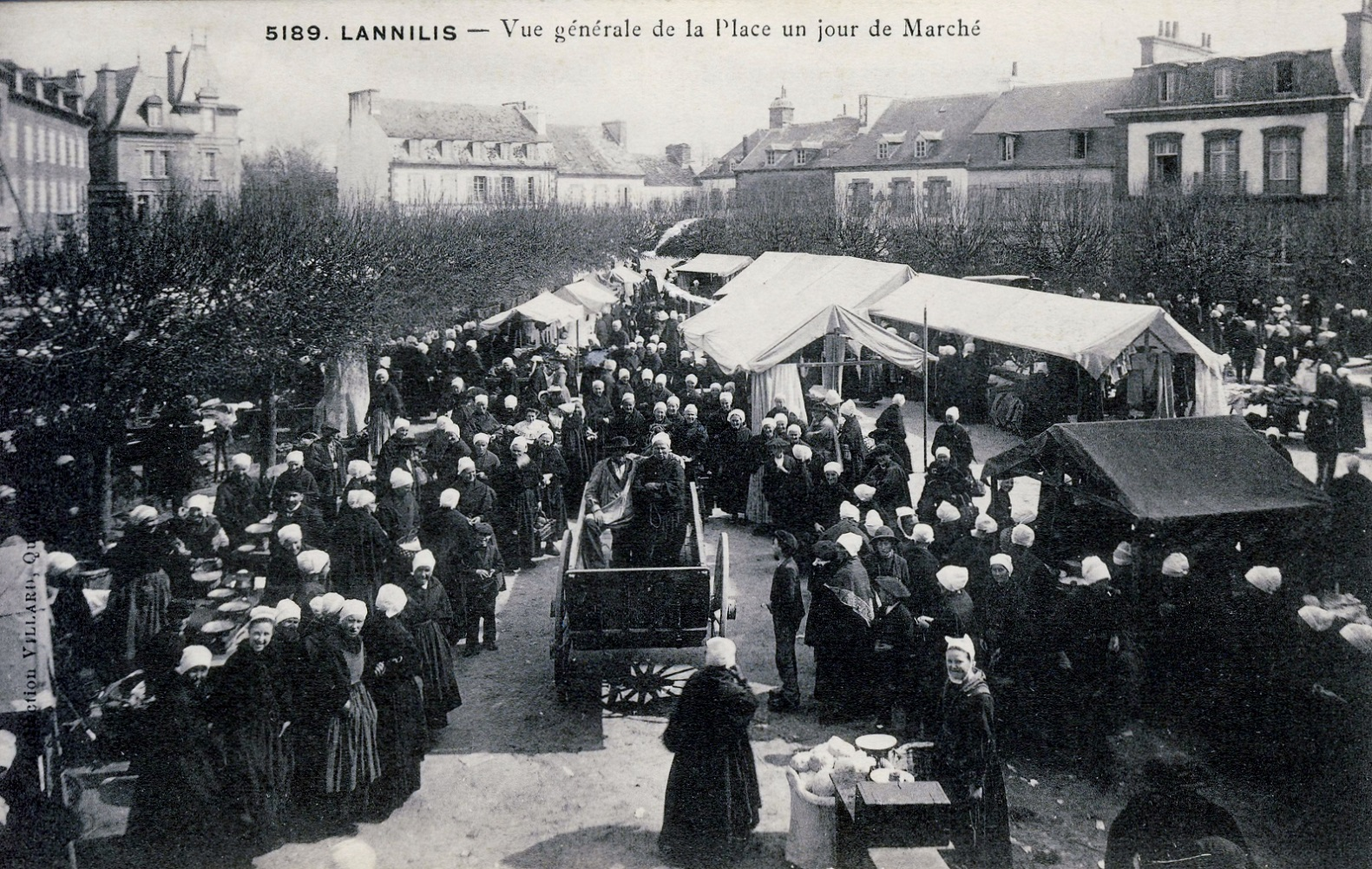
Vue générale de la Grande Place de Lannilis un jour de marché vers 1920 (carte postale Villard).
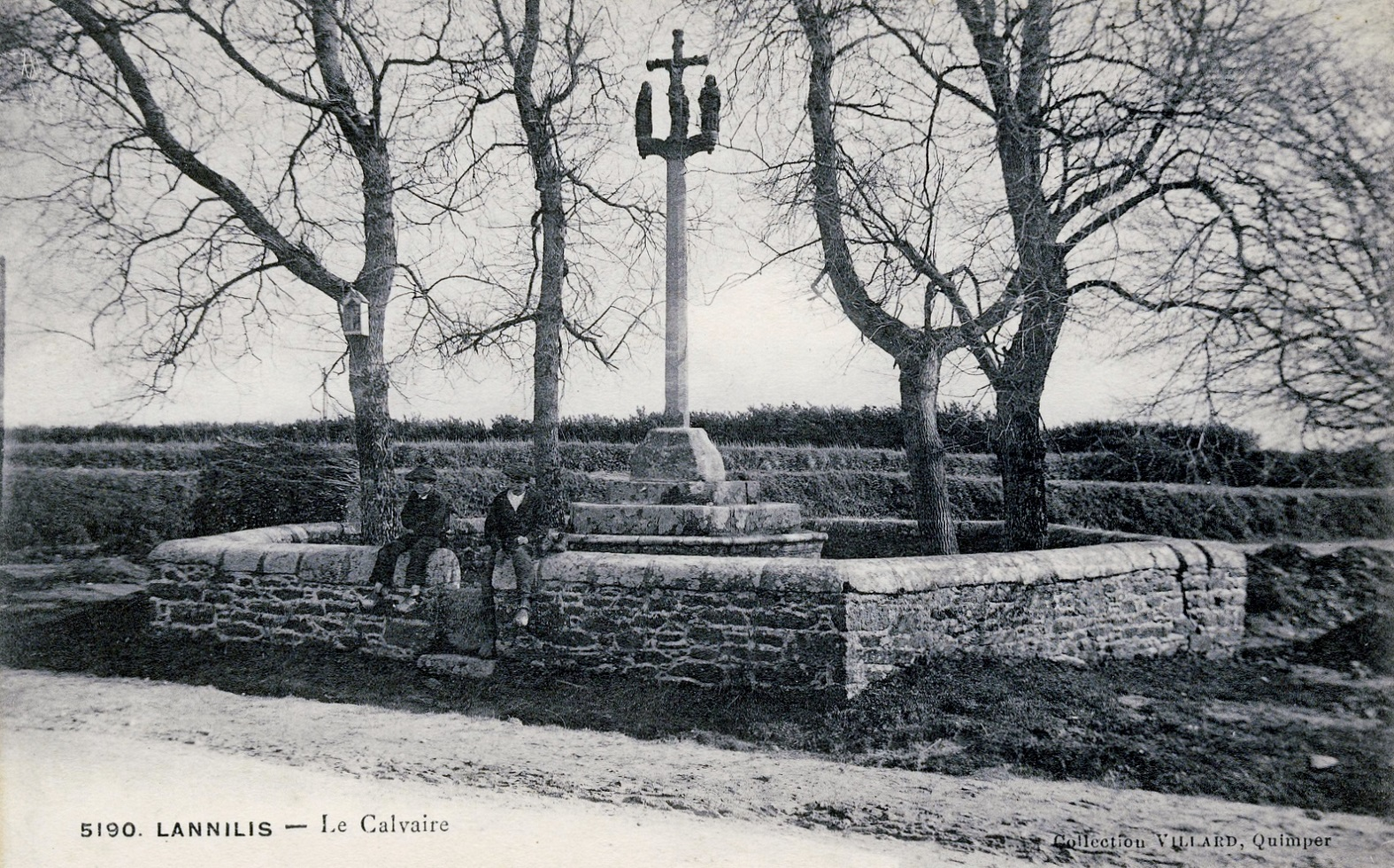
Le calvaire de Lannilis vers 1920 (carte postale Villard).
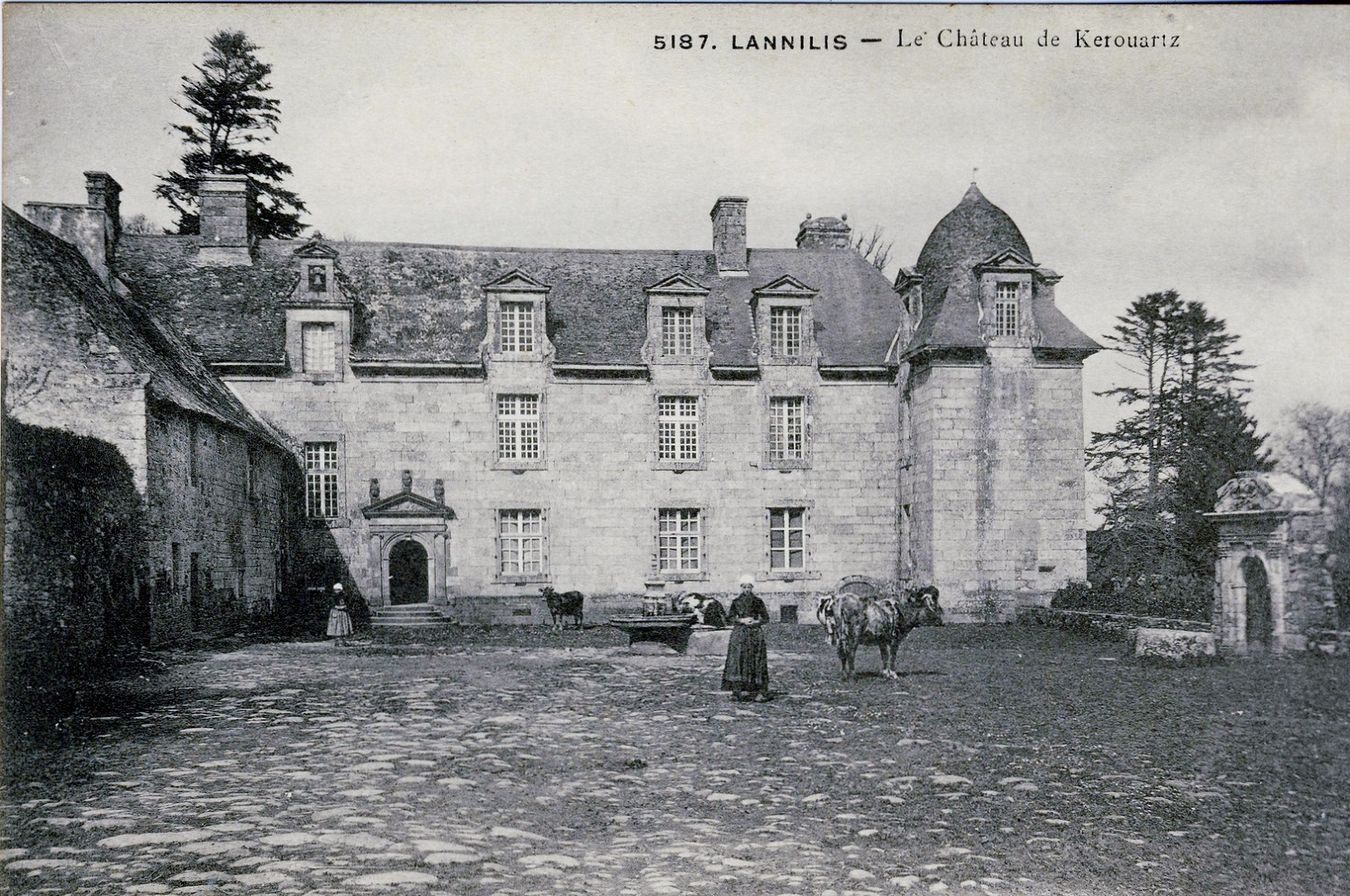
Le château de Kerouartz vers 1920 (carte postale Émile Hamonic).
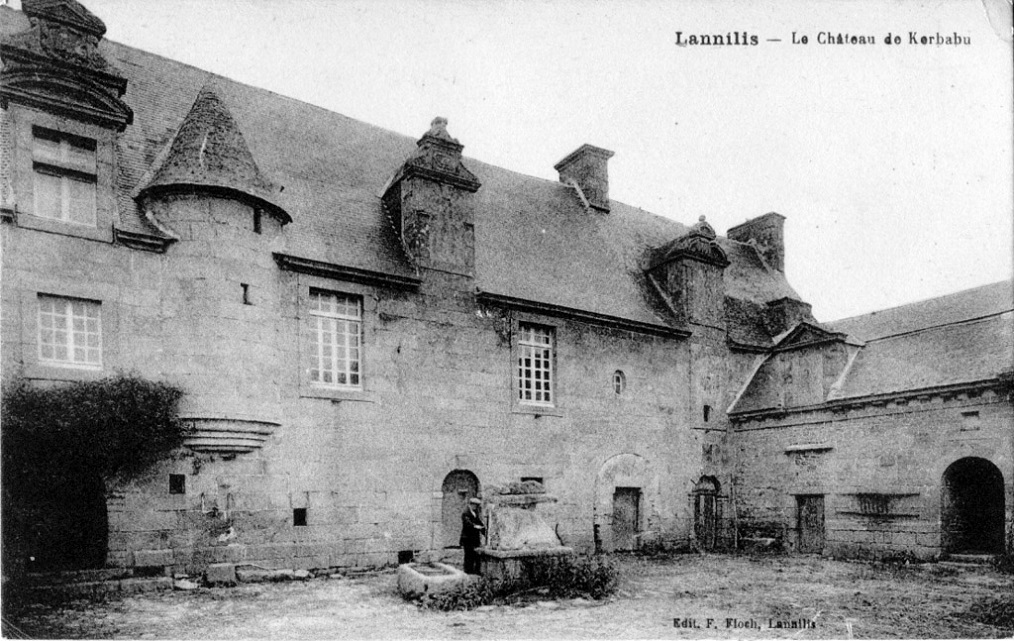
Le château de Kerbabu vers 1920 (carte postale F. Floch).

Un projet d'usine marémotrice sur l'Aber-Wrac'h fut approuvé par la Chambre des députés le 29 décembre 1922 et déclaré d'utilité publique en 1924, mais finalement ce projet n'aboutit pas.
Un club de football, le « Sporting-Club de Lannilis », existait déjà pendant l'entre-deux-guerres. Un raid hippique était organisé tous les ans à Lannilis entre 1934 et 1939 : le programme de celui organisé le 19 avril 1936 indique que ce raid en trois étapes (de Lannilis à Lesneven, retour et boucle via Landéda et l'Aber-Wrac'h pour la 3e étape) ayant lieu en une seule journée, ouvert aux chevaux de toutes provenances, a un succès grandissant. L'hippodrome de La Motte fut inauguré le 18 avril 1937.
Joseph Quentel, ancien maire de Lannilis et notaire, fut arrêté le 19 février 1937, accusé d'avoir détourné plus d'un million de francs.

##### La Seconde Guerre mondiale
Le monument aux morts de Lannilis porte les noms de 42 personnes mortes pour la France pendant la Deuxième Guerre mondiale ; parmi les victimes 14 au moins sont des marins dont Maurice Verger, quartier-maître fusilier, mort lors du naufrage du contre-torpilleur Bison le 3 mai 1940 en Mer de Norvège ; Charles Pronost, matelot à bord du contre-torpilleur Jaguar, mort des suites de ses blessures le 16 juin 1940 à Margate (Royaume-Uni) ; Eugène Nicolas, quartier-maître chauffeur, disparu en mer le 18 juin 1940 lors du naufrage de l'aviso Vauquois, victime d'une mine au large du Conquet ; Jean Appriou, matelot à bord du cuirassé Bretagne et Jean Pronost, quartier-maître mécanicien à bord du Dunkerque, tous deux lors de l'attaque anglaise de Mers el-Kébir le 3 juillet 1940 ; Jean Rosec, quartier-maître mécanicien, disparu en mer le 24 juillet 1940 lors du naufrage du Meknès, torpillé par les Allemands au large de Dieppe ; Jean Kerjean, quartier-maître canonnier, disparu en mer le 13 novembre 1942 lors du naufrage du sous-marin Le Conquérant, coulé par l'US Navy lors du débarquement allié en Afrique du Nord ; Eugène Floch, second maître mécanicien à la base d'aéronautique navale d'Agadir (Maroc), est mort intoxiqué au tétrachlorure de carbone le 16 décembre 1943 ; Jean Bossard, quartier-maître électricien) le 8 juillet 1944 lors du naufrage du sous-marin Perle, coulé par méprise par un avion hollandais au large du Groenland; François Jeffroy, quartier-maître chauffeur, disparu en mer le 23 février 1945 lors du naufrage du torpilleur La Combattante en Mer du Nord, Albert Kerboul, quartier-maître canonnier, mort le 9 mars 1945 à Kratié (Cambodge) et Eugène Simon, quartier-maître électricien à bord du Duquesne, mort des suites de ses blessures le 10 décembre 1945 à l'hôpital militaire Baudens à Oran (Algérie).
Parmi les autres combattants Joseph Morvan, canonnier au 11e régiment d'artillerie, a été tué le 14 mai 1940 à Romedenne (Belgique) ; Nicolas Marc, tirailleur, est mort le 21 août 1942 à Niamey (Niger) ; Pierre Le Hir, résistant FFL, est tué le 2 mars 1945 à Altenbourg (Allemagne) et Pierre Richard, aussi résistant FFL, est mort des suites de ses blessures reçues au combat le 15 avril 1945 à Spire (Allemagne). Julien Le Droff est mort en déportation le 6 mars 1945 au Camp de concentration de Flossenbürg (Allemagne).

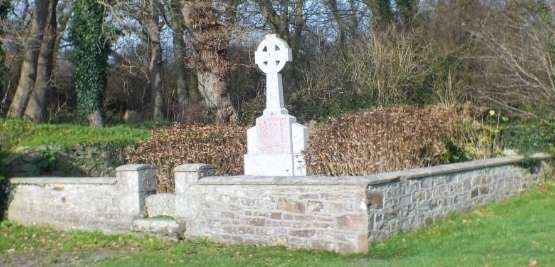
La stèle commémorative de Kerbabu.

Un bataillon F.F.I du canton de Lannilis est créé en avril 1943 : 17 de ses membres ont été répertoriés. Le 6 août 1944 un groupe de résistants donna l'assaut aux soldats allemands cantonnés au manoir de Kerbabu et subit de lourdes pertes. Dix résistants (Jean Caraes, François Coum, François Falhun, Prosper Guiziou, Jean Landuré, Jean Laot, Olivier Le Bris, François Rolland, Roger Stéphan et Théophile Troadec) moururent directement au cours de l'attaque, auxquels l'on doit ajouter l'exécution de deux hommes le 9 août 1944 (Paul Appéré et Joseph Corre. Une stèle commémorative a été inaugurée en 1950.
Le carré militaire du cimetière de Lannilis contient les tombes de 7 soldats britanniques morts pendant la Seconde Guerre mondiale : 4 aviateurs du Bristol Beaufort n°W6493 abattu par un chasseur allemand Messerschmitt Bf 109 lors de l'attaque du croiseur Admiral Hipper le 15 février 1941 ; trois aviateurs du Hampden n°X3129 abattu lors d'une attaque des Croiseurs Scharnhorst et Gneisenau sur Brest le 1er avril 1941.

##### L'après Seconde Guerre mondiale
Huit soldats originaires de Lannilis (Yves Bodénès, François Cadour, Émile Croguennec, Jean Lamour, Désiré Landuré, Yves Lazennec, Yves Léon, Raymond Thuayre) sont morts pour la France pendant la guerre d'Indochine et un (Auguste Omnès) pendant la guerre d'Algérie.

## Politique et administration

### Tendances politiques et résultats

#### Elections municipales de 2020
- Maire sortant : Jean François Treguer (DVD)
- 29 sièges à pourvoir au conseil municipal (population légale : 5 592 habitants)
- 6 sièges à pourvoir au conseil communautaire (CC du pays des Abers)
- Contexte : Les élections de 2020 se sont déroulées dans le contexte de la Crise sanitaire du COVID-19

| Tête de liste            | Tête de liste          | Liste          | Premier tour | Premier tour | Second tour | Second tour | Sièges | Sièges |
| Tête de liste            | Tête de liste          | Liste          | Voix         | %            | Voix        | %           | CM     | CC     |
| ------------------------ | ---------------------- | -------------- | ------------ | ------------ | ----------- | ----------- | ------ | ------ |
|                          | Jean-François Treguer* | DVD            | 1 369        | 70,93        |             |             | 25     | 5      |
|                          | Nadine Kassis          | DVG            | 561          | 29,07        |             |             | 4      | 1      |
| Inscrits                 | Inscrits               | Inscrits       | 4 149        | 100,00       |             |             |        |        |
| Abstentions              | Abstentions            | Abstentions    | 2 145        | 51,70        |             |             |        |        |
| Votants                  | Votants                | Votants        | 2 004        | 48,30        |             |             |        |        |
| Blancs et nuls           | Blancs et nuls         | Blancs et nuls | 74           | 3,70         |             |             |        |        |
| Exprimés                 | Exprimés               | Exprimés       | 1 930        | 46,50        |             |             |        |        |
| * Liste du maire sortant |                        |                |              |              |             |             |        |        |

### Liste des maires
| Période                                  | Période                    | Identité                        | Étiquette           | Qualité |
| ---------------------------------------- | -------------------------- | ------------------------------- | ------------------- | --- |
| Les données manquantes sont à compléter. |                            |                                 |                     | |
| novembre 1790                            | novembre 1791              | François-Marie Moyot            |                     | Marchand |
| novembre 1791                            | novembre 1792              | François-Marie Deniel           |                     | Cultivateur et commerçant Membre du conseil général du Finistère Guillotiné.                                                                           |
| novembre 1792                            | décembre 1792              | Nicolas-Martin Duvel            |                     | Hussier royal au siège de Lesneven |
| décembre 1792                            | mars 1793                  | Jean-François Ponce             |                     | |
| mars 1793                                | 1794                       | Hervé Salaun                    |                     | Géomètre rural |
| 1794                                     | 1795                       | Hervé Bourc'h                   |                     | Fournier [boulanger] |
| 1795                                     | 1800                       | Mathurin Pluchon                |                     | Marchand |
| 1800                                     | avril 1802                 | Hervé Bourc'h                   |                     | Fournier |
| avril 1802                               | 1804                       | Jean-Baptiste Bernard           |                     | |
| 1804                                     | 1807                       | Hervé-Claude Salaun             |                     | Fils d'Hervé Salaun, maire en 1793-1794. |
| 1807                                     | 1813                       | Jean Audren de Kerdrel          |                     | Rentier |
| 1814                                     | 1815                       | Hervé-Claude Salaun             |                     | |
| 1815                                     | 1823                       | Vincent Audren de Kerdrel       |                     | Capitaine aux mousquetaires puis lieutenant des maréchaux de France Chevalier de Saint-Louis Père de Jean Audren de Kerdrel, maire entre 1807 et 1813. |
| 1823                                     | 1825                       | Jean-Marie Audren de Kerdrel    |                     | Fils de Vincent Audren de Kerdrel, maire entre 1815 et 1823 et frère de Jean Audren de Kerdrel, maire entre 1807 et 1813.                              |
| 1825                                     | 1830                       | Charles-Marie Audren de Kerdrel |                     | Officier de marine Autre fils de Vincent Audren de Kerdrel, maire entre 1815 et 1823. Deux de ses frères ont aussi été maires de Lannilis avant lui.   |
| 1830                                     | décembre 1837 (démission)  | Joseph Le Jeune                 |                     | Notaire |
| décembre 1837                            | 1848                       | Joseph Guennoc                  |                     | Négociant |
| 1848                                     | 1848                       | Augustin Morvan                 |                     | Médecin et scientifique |
| 1848                                     | 1856                       | Joseph Guennoc                  |                     | Négociant |
| 1856                                     | 1870                       | Augustin Morvan                 | G.rép.              | Médecin et scientifique Conseiller général de Lannilis (1864 → 1871)                                                                                   |
| 1870                                     | 1870                       | François Bergot                 |                     | Négociant |
| 1870                                     | 1882                       | Jean-Marie Moyot                |                     | Négociant |
| 1882                                     | 1882                       | Augustin Morvan                 |                     | Médecin et scientifique Député du Finistère (1871 → 1876) Conseiller général de Lannilis (1864 → 1871)                                                 |
| 1882                                     | janvier 1901 (décès)       | Paul Audren de Kerdrel (père)   | Royaliste           | Officier de cavalerie, propriétaire Conseiller général de Lannilis (1871 → 1901) Fils de Charles-Marie Audren de Kerdrel, maire entre 1825 et 1830.    |
| 1901                                     | 1901                       | Paul Audren de Kerdrel (fils)   | Royaliste           | Propriétaire Conseiller général de Lannilis (1901 → 1904) Fils de Paul Audren de Kerdrel, maire précédent.                                             |
| 1901                                     | mai 1904                   | Pierre Briant                   |                     | |
| mai 1904                                 | 1916                       | Pierre L'Hostis                 | Républicain libéral | Avocat Conseiller général de Lannilis (1904 → 1919) |
| Les données manquantes sont à compléter. |                            |                                 |                     | |
| décembre 1919                            | mai 1929                   | Jacques Quentel                 |                     | Notaire |
| mai 1929                                 | mai 1935                   | Joseph Marie Quentel            |                     | Notaire, docteur en droit Frère de Jacques Quentel, maire précédent.                                                                                   |
| mai 1935                                 | janvier 1948 (décès)       | Jean Audren de Kerdrel          | RPF                 | Avocat à Brest Fils de Paul Audren de Kerdrel, maire en 1901. Petit-fils de Paul Audren de Kerdrel, maire entre 1882 et 1901.                          |
| février 1948                             | février 1954 (décès)       | Jean Briant                     |                     | Officier des équipages puis marin-pêcheur |
| mars 1954                                | février 1971 (décès)       | Yves Le Bot                     | RPF puis UNR        | Agriculteur Sénateur du Finistère (1951 → 1959) |
| mars 1971                                | mars 1983                  | Joseph Tromelin                 | DVD                 | Minotier |
| mars 1983                                | mars 2008                  | Jean-Louis Kerboull             | DVD                 | Cadre bancaire retraité, maire honoraire Conseiller général de Lannilis (1998 → 2004)                                                                  |
| mars 2008                                | mars 2014                  | Claude Guiavarc'h               | PS                  | Agriculteur Conseiller général de Lannilis (2004 → 2015)                                                                                               |
| mars 2014                                | En cours (au 22 juin 2020) | Jean-François Tréguer           | DVD                 | Cultivateur Président de la CC du pays des Abers (2020 →)                                                                                              |

### Politique de développement durable
La commune a engagé une politique de développement durable en lançant une démarche d'Agenda 21 en 2011.

### Jumelages
La commune a signé une charte d'amitié avec Lapoutroie en Alsace (département du Haut-Rhin) en 1987.

## Population et société

### Démographie

#### Évolution démographique
L'évolution du nombre d'habitants est connue à travers les recensements de la population effectués dans la commune depuis 1793. Pour les communes de moins de 10 000 habitants, une enquête de recensement portant sur toute la population est réalisée tous les cinq ans, les populations de référence des années intermédiaires étant quant à elles estimées par interpolation ou extrapolation. Pour la commune, le premier recensement exhaustif entrant dans le cadre du nouveau dispositif a été réalisé en 2008.
En 2022, la commune comptait 5 712 habitants, en évolution de +3,24 % par rapport à 2016 (Finistère : +2,16 %, France hors Mayotte : +2,11 %).
| 1793  | 1800  | 1806  | 1821  | 1831  | 1836  | 1841  | 1846  | 1851  |
| ----- | ----- | ----- | ----- | ----- | ----- | ----- | ----- | ----- |
| 2 471 | 3 112 | 3 315 | 2 866 | 3 179 | 3 094 | 3 124 | 3 361 | 3 430 |

| 1856  | 1861  | 1866  | 1872  | 1876  | 1881  | 1886  | 1891  | 1896  |
| ----- | ----- | ----- | ----- | ----- | ----- | ----- | ----- | ----- |
| 3 386 | 3 326 | 3 318 | 3 318 | 3 270 | 3 225 | 3 231 | 3 323 | 3 363 |

| 1901  | 1906  | 1911  | 1921  | 1926  | 1931  | 1936  | 1946  | 1954  |
| ----- | ----- | ----- | ----- | ----- | ----- | ----- | ----- | ----- |
| 3 406 | 3 553 | 3 591 | 3 312 | 3 527 | 3 550 | 3 430 | 3 750 | 3 432 |

| 1962  | 1968  | 1975  | 1982  | 1990  | 1999  | 2006  | 2008  | 2013  |
| ----- | ----- | ----- | ----- | ----- | ----- | ----- | ----- | ----- |
| 3 612 | 3 556 | 3 686 | 3 939 | 4 272 | 4 473 | 4 948 | 5 084 | 5 378 |

| 2018  | 2022  | - | - | - | - | - | - | - |
| ----- | ----- | - | - | - | - | - | - | - |
| 5 651 | 5 712 | - | - | - | - | - | - | - |

#### Pyramide des âges
La population de la commune est relativement jeune.
En 2018, le taux de personnes d'un âge inférieur à 30 ans s'élève à 34,9 %, soit au-dessus de la moyenne départementale (32,5 %). À l'inverse, le taux de personnes d'âge supérieur à 60 ans est de 25,5 % la même année, alors qu'il est de 29,8 % au niveau départemental.
En 2018, la commune comptait 2 751 hommes pour 2 900 femmes, soit un taux de 51,32 % de femmes, légèrement inférieur au taux départemental (51,41 %).
Les pyramides des âges de la commune et du département s'établissent comme suit.
| Hommes | Classe d’âge | Femmes |
| ------ | ------------ | ------ |
| 0,7    | 90 ou +      | 2,5    |
| 7,0    | 75-89 ans    | 11,4   |
| 14,4   | 60-74 ans    | 14,7   |
| 20,9   | 45-59 ans    | 19,7   |
| 19,6   | 30-44 ans    | 18,9   |
| 15,5   | 15-29 ans    | 14,4   |
| 21,9   | 0-14 ans     | 18,3   |

| Hommes | Classe d’âge | Femmes |
| ------ | ------------ | ------ |
| 0,7    | 90 ou +      | 2,2    |
| 7,8    | 75-89 ans    | 11,5   |
| 19,2   | 60-74 ans    | 20,1   |
| 20,8   | 45-59 ans    | 19,7   |
| 17,7   | 30-44 ans    | 16,6   |
| 17,1   | 15-29 ans    | 14,7   |
| 16,8   | 0-14 ans     | 15,2   |

### Enseignement
À la rentrée 2017, 366 élèves étaient scolarisés dans les filières bilingues publiques et catholiques (soit 33,4 % des enfants de la commune inscrits dans le primaire).

### Manifestations culturelles et festivités

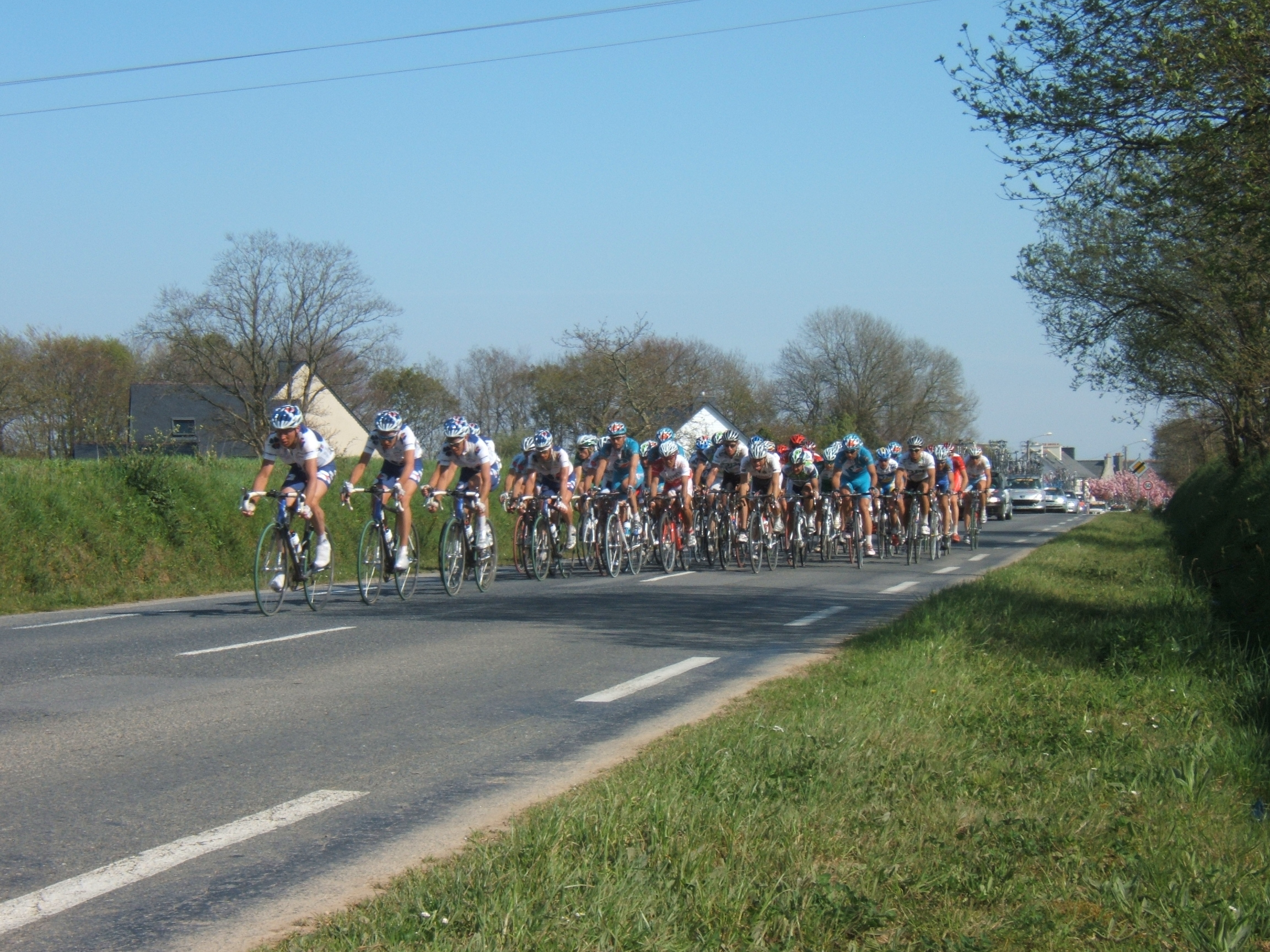
Peloton du Tro Bro Leon sur le circuit final à Lannilis.

- Le marché a lieu le mercredi matin.
- Le 1er samedi du mois d'août : Foire aux Moules.
- Le 1er dimanche de décembre : Foulées An Aberiou
- Au printemps : le célèbre « Tro Bro Leon », course cycliste créée en 1984, organisée chaque année autour de Lannilis. Elle est surnommée le « Paris-Roubaix breton ». Elle a été remportée par des coureurs de renommée internationale, comme Jaan Kirsipuu, Jo Planckaert, Jacky Durand ou Frédéric Guesdon. Le nom de la course est une expression bretonne qui signifie « tour du Léon » en français.

Du 20 au 23 juin 2013, la commune a accueilli les Championnats de France de cyclisme sur route 2013.

## Culture locale et patrimoine

### Lieux et monuments

#### Édifices religieux

##### Église paroissiale
Elle est placée sous le double vocable de saint Pierre et saint Paul (1774-1876). Elle a été précédée d'au moins deux autres édifices au même endroit : l'un est mentionné pour la première fois le 25 mars 1516. En 1730, son état de délabrement nécessite une restauration. Les réparations sont insuffisantes et l'édifice est interdit aux paroissiens en 1767. C'est la chapelle de Trobérou qui sert alors aux offices paroissiaux, le temps d'élever une autre église paroissiale. L'église actuelle est bénite le 15 octobre 1775. L'édifice comprend un clocher semi-encastré, une nef de cinq travées avec bas-côtés, un transept avec deux absidioles et un chœur avec déambulatoire sur lequel s'ouvrent trois chapelles rayonnantes. À l'exception du clocher à deux galeries provenant de l'ancien édifice et daté de 1774, l'église a été reconstruite vers 1869 et agrandie de 1874 à 1876. Le clocher est d'une hauteur de 36 m et renferme 4 cloches. La chaire à prêche Paul de Tarser, qui date du XVIIIe siècle, se trouve au Musée départemental breton à Quimper. On dénombre plusieurs statues dont celles des saints patrons, saint Pierre et saint Paul, ainsi que deux Vierges à l'Enfant. Les objets les plus précieux, dont un magnifique reliquaire en argent, deux calices, en argent, une Vierge en argent, ont été mis à l'abri pour raison de sécurité.
Un orgue, datant de 1851, est adossé au mur du clocher, sur une tribune. Il comprend 19 jeux et 1 102 tuyaux et est l'œuvre du Silésien Carl, Awald, Julius Heyer. Il a fait l'objet de plusieurs restaurations, dont la dernière en 1999 par l'atelier Menoret de Nantes.

##### Chapelles
La chapelle Saint-Sébastien : plusieurs vagues d'épidémie de peste très dévastatrices touchent la Basse-Bretagne à la fin du XVIe et dans la première moitié du XVIIe siècle. Le seigneur de Kerbabu, Ollivier de Bellingant, offre à la paroisse un terrain isolé pour enterrer les cadavres. Les inhumations à l'intérieur de l'église paroissiale engendraient des risques sanitaires. La chapelle est construite sur ce terrain légué et dédié à saint Sébastien, particulièrement invoqué contre la peste. Beaucoup d'habitants participent gracieusement à l'édification de la chapelle. Les travaux qui débutent en 1641 sont achevés au début de l'année 1644. La chapelle Saint-Sébastien est rénovée en 1785, puis en 1819. Elle est propriété communale depuis 1905.
La chapelle Notre-Dame-de-Consolation, dite du Roual, a été reconstruite en 1859. C'est à cette occasion qu'elle est dédiée à Notre Dame de Consolation. Elle est dite du Roual, probablement en raison des privilèges de cette maison nobiliaire en l'endroit, comme le signale un document de 1788. L'édifice est rectangulaire et de taille modeste, couvert d'un toit très pentu.
La chapelle de Coum (nom du village où elle se trouve), dite de Tavay ou Tanvaï servit de lieu de culte clandestin à un prêtre réfractaire, l'abbé Le Floc'h, durant la Révolution. Une carte marine indique qu'elle est en ruines au début du XIXe siècle. L'origine de sa seconde appellation reste incertaine. Il ne faut pas confondre Ta(n)vai avec le patron de la chapelle Saint-Tavaioc, non loin en Brouennou (actuellement sur la commune limitrophe de Landéda), affirme le chanoine Peyron.
La chapelle Notre-Dame du Bergot (ou du Moguer), inscrite au titre des monuments historiques par arrêté du 30 décembre 1976. Elle est l'ancienne chapelle seigneuriale du manoir du Bergod. Elle remonte au XVIIIe siècle. La descente des cloches de cette chapelle et de celle de Poulfougou pour la refonte en 1793, a provoqué une réaction très hostile parmi les habitants de Lannilis. L'édifice appartient désormais à la paroisse et l'association Sauvegarde du Patrimoine de Lannilis l'a restaurée récemment (2004-2007).
La chapelle Saint-Antoine est le lieu de culte de l'ancienne école des Frères.
La chapelle de Saint-Illuminat se trouve près du château de Kerouartz. Elle a été élevée au XVIIe siècle par la maison noble de Kerouartz. Le saint honoré nous est fort mal connu. Il est aussi nommé Eluminat et passe pour avoir été un martyr. Hervé de Kerouartz en aurait obtenu du pape une insigne faveur, le don du corps. La chapelle, comme le château, est pillée durant la Révolution et le corps du saint retiré. Il en subsiste une relique en l'église paroissiale. La chapelle a été restaurée en 1951,.
La chapelle Sainte-Geneviève est également appelée chapelle de la Motte, du nom du manoir dont elle dépendait,.

##### Chapelles disparues
La chapelle Notre-Dame-de-Troubirou ou Trebérou, placée sous le vocable de la Vierge, a été importante dans l'histoire de Lannilis. Il n'en reste de nos jours qu'une croix, une fontaine (du XVIe siècle) et une table d'autel. La date d'édification est inconnue. La chapelle est attestée au milieu du XVIe siècle. Les seigneurs locaux de Bellingant obtiennent de l'évêque de Léon en 1653 le droit d'y pratiquer des enterrements. Dans le troisième quart du XVIIIe siècle, on y assure le culte paroissial car l'église est fermée. La chapelle tombe ensuite en ruines durant la Révolution et ses matériaux sont utilisés plus tard pour la restauration de la chapelle Saint-Sébastien,.
La chapelle Notre-Dame-des-Neiges était située au village de Poulfougou. Elle est attestée à la fin du XVIe et au début du XVIIe siècles. En 1793, on retire les cloches de cette chapelle et de celle du Bergod pour obtenir de la fonte. Elle est indiquée en ruines au XIXe siècle.
La chapelle Notre-Dame-de-Kerguiskin se trouvait non loin de l'Aber-Benoît. Elle est déclarée en mauvais état en 1643 et en ruines au XVIIe siècle.
La chapelle Sainte-Apolline, située près du manoir de Kerdrel.
La chapelle Saint-Julien, qui se trouvait au village homonyme, n'existe sans doute plus depuis le XVIIe siècle.
La chapelle Saint-Tugdual était la chapelle privée du château de Kerbabu.
La chapelle Saint-Tudon faisait partie du prieuré à Lothuznou, endroit où, selon la tradition hagiographique, se serait installé saint Tudogilus. Elle est attestée sous l'Ancien Régime. L'établissement dépendait semble-t-il de l'abbaye de Saint-Mathieu. La chapelle a disparu, comme le prieuré. Saint Tudon est d'après Joseph Loth, également honoré à Guipavas, non loin, et il serait le père de saint Gouesnou: Tudon et Tudogilus seraient par conséquent deux formes pour désigner le même personnage.
Il existait également une chapelle à l'ancien hospice, qui était administrée par les filles du Saint-Esprit depuis le XIXe siècle. L'établissement abrite désormais la maison de retraite « Kermaria ».
La chapelle Saint-Guénolé, également nommée chapelle de Kerengar ou de Tréfily, a été fondée en 1531.
La chapelle Notre-Dame-de-Bonne-Espérance ou de Bonne-Nouvelle se trouvait non loin du manoir de Kerdrel et est déjà notée comme disparue avant la Révolution,.
Près de Kerbabu et de Valeury existait autrefois une chapelle dédiée à saint Fiacre, dont seule une croix en atteste la présence aujourd'hui. Il ne faut pas confondre cet édifice avec la chapelle privée du manoir de Kerbabu, placé sous le vocable de saint Tugdual.
La chapelle Sainte-Catherine, située à Trélan, n'existe plus dès le XIXe siècle.
La chapelle Saint-Alphonse faisait partie de la maternité tenue par les religieuses de « Jésus au Temple », installées en 1949 à Lannilis. L'endroit est désormais occupé par une résidence médicalisée pour malades d'Alzheimer et la chapelle a été sécularisée.
La construction de la chapelle Saint-Michel, qui se trouvait dans l'ancien cimetière, a débuté en 1641. L'on y exerçait le catéchisme et l'on y délivrait des rudiments d'enseignement. L'édifice a été démoli en 1792.
Autres chapelles disparues sur lesquelles il n'existe pas d'informations : la chapelle de Langaer, la chapelle du Styvel, la chapelle Saint-Guénolé ou Sainte-Marguerite à Kerengar, la chapelle de Mescaradec.

#### Châteaux et manoirs
- le château de Kérouartz (propriété privée, non visitable) est l'un des monuments les plus remarquables de Lannilis. Il a été édifié de 1580 à 1602 sur les vestiges d'un manoir du XVe – XVIe siècle. Une grande allée d'un kilomètre y conduit. Le portail extérieur à portes cavalière et piétonne, dont les claveaux sont piquetés, est surmonté de mâchicoulis et est défendu par deux tourelles percées d'une double batterie d'embrasures. L'édifice principal remonte au XVIIe siècle (1602). Le corps de logis est décoré d'une belle porte à pilastres ioniques, tympans triangulaires et urnes, ainsi que des lucarnes à frontons. À droite, fait saillie une tour carrée couverte en dôme avec angles brisés. Une autre tour ronde, amortie elle aussi en coupole et munie de meurtrières, se dresse à l'angle nord de l'arrière façade. Dans la cour, coule une fontaine à édicule de plomb et grande auge dont les coins sont entaillés pour y déposer cruches et seaux. Les restaurations du château ont conservé le style Renaissance. Une chapelle du XVIIe restaurée en 1951 jouxte le château. On peut ajouter, pour l'anecdote, que le château a servi de décor pour la série télévisée Dolmen dans laquelle il est la demeure de la famille Kersaint.
- le manoir de la Motte (propriété privée, non visitable) initial, il ne subsiste que la maison principale et quelques ruines aux alentours. Cette demeure consiste en une bâtisse assez haute, avec des lucarnes historiées et une porte Renaissance à colonnes. L'on ignore à quelle époque remonte la construction. Au XVIe siècle, les Campir étaient seigneurs de la Motte. En 1557, le mariage de Marie Campir et d'Alain de Kerouartz, fait passer le manoir aux mains de cette dernière maison pendant plus de deux siècles. Il est possible, comme son nom le laisse entendre, que le manoir ait supplanté un édifice antérieur, comme une motte castrale[138].
- le manoir du Bergot daterait du XVIe siècle. Il dispose d'une façade en grand appareil, d'ouvertures dissymétriques, d'une porte à accolade blasonnée, d'une tour. Le nom est porté par une famille noble léonarde (De Bergoët ou De Bergoat). Le manoir appartient la maison de Kerouartz à partir de 1543. Il est appelé Maner Bras ar Bergod en breton.
- le château de Kerbabu (propriété privée, non visitable) est un manoir de l'époque médiévale agrandi à la Renaissance, disposé un temps autour d'une cour fermée. Le corps de logis est flanqué d'une échauguette. À l'arrière, il y a une tourelle carrée autrefois couverte en dôme. Un colombier doté de 919 boulins se trouve à proximité. Les Bellingant semblent être les premiers seigneurs attestés en l'endroit. Une ancienne dépendance notable du château se trouve au village de Guervian, à savoir une buanderie. À l'intérieur, sur une cheminée, on peut voir des vestiges peints du début du XVIIe siècle représentant les trois Parques symbolisant la destinée de l'homme. Les fleurs et feuillages font partie du même thème iconographique[139].
- le manoir de Kerdrel[140] appartient à la maison de Kerdrel depuis le Moyen Âge. L'un des membres de cette famille noble - Raoul Audren de Kerdrel - fait partie de la Septième croisade (1248) menée parLouis IX en Orient. Le dernier représentant de cette famille localement est le comte Jean Audren de Kerdrel, qui fut maire de Lannilis et conseiller général de 1919 à 1948[141].
- le manoir de Kerosven. Sa construction remonte au XVIe siècle. L'édifice principal est remarquable par une tourelle couverte d'un toit en dôme[142].
- le manoir du Roual, propriété privée, ne se visite pas[143].
- le manoir de Rascol (propriété privée) est une demeure du XVIe siècle aux ouvertures asymétriques. Il s'organise autour d'une cour sur laquelle se trouve un puits. Il a fait l'objet d'une rénovation il y a une dizaine d'années.
- les ruines du manoir du Coum étaient encore bien visibles au début du XXe siècle. Aujourd'hui, il n'en reste rien. Certaines pierres d'ouverture ou pierres sculptées ont été réemployées sur place dans d'autres bâtiments.
- le manoir de Mescaradec a été détruit et il ne reste que quelques pierres éparses de l'édifice. Le colombier semble avoir disparu au XXe siècle.

#### Autres monuments
- Le Pont du Diable (Pont Krac'h), qui permet de traverser l'Aber Wrac'h, relie Plouguerneau à Lannilis. Il est ennoyé à chaque marée, et la date de sa construction, visiblement très ancienne, n'est pas connue, mais il remonte probablement à l'Antiquité (ce que laisse penser sa structure cyclopéenne et son niveau très bas par rapport au niveau actuel de la mer), même s'il a été remanié à la fin du Moyen Âge ou au début de l'Époque moderne. Recouvert à chaque marée haute, il a été construit dans une partie étroite du fleuve côtier, s'appuyant sur un gros rocher situé dans le lit du cours d'eau. Long de 68 mètres et faisant de 5 à 6 mètres de large, il est percé de 7 arches permettant l'écoulement de l'eau : trois archaïques du côté de Plouguerneau (rive droite), deux bien façonnées au centre, deux petites du côté de Lannilis (rive gauche). Les deux extrémités du pont sont construites en diorite, la partie centrale est en granit. Le Pont Krac'h a connu de nombreux remaniements au fil des âges : construction d'un passage à bateaux au centre (probablement à la fin du Moyen Âge), installation d'un moulin côté rive droite au début du XIXe siècle (on voit encore l'emplacement de la roue à cuillers et les ruines de l'habitation), ce qui rendit la traversée du pont impossible, mais le pont fut rendu à la circulation publique au milieu du XIXe siècle ; il fut entretenu et utilisé jusque vers 1960, fréquenté par les habitants et le bétail des deux rives. Ayant perdu son intérêt économique en raison de la construction du pont de Paluden, il a ensuite commencé à se détériorer, mais il a été restauré en 2008, à l'initiative d'associations, notamment Plouguerneau Nature Environnement[144] et à l'aide de fonds publics[145].

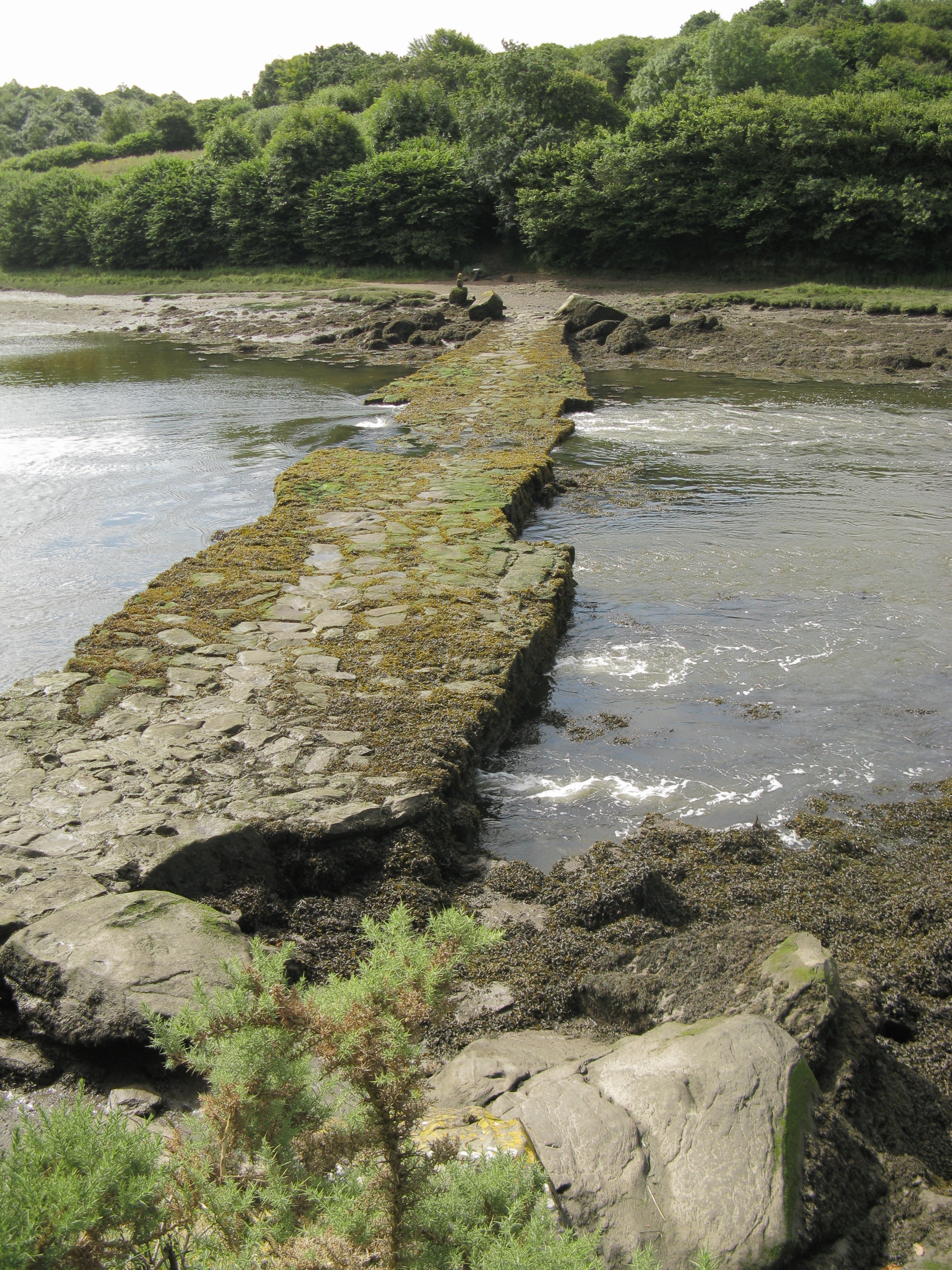
Aber Wrac'h : le Pont du diable.
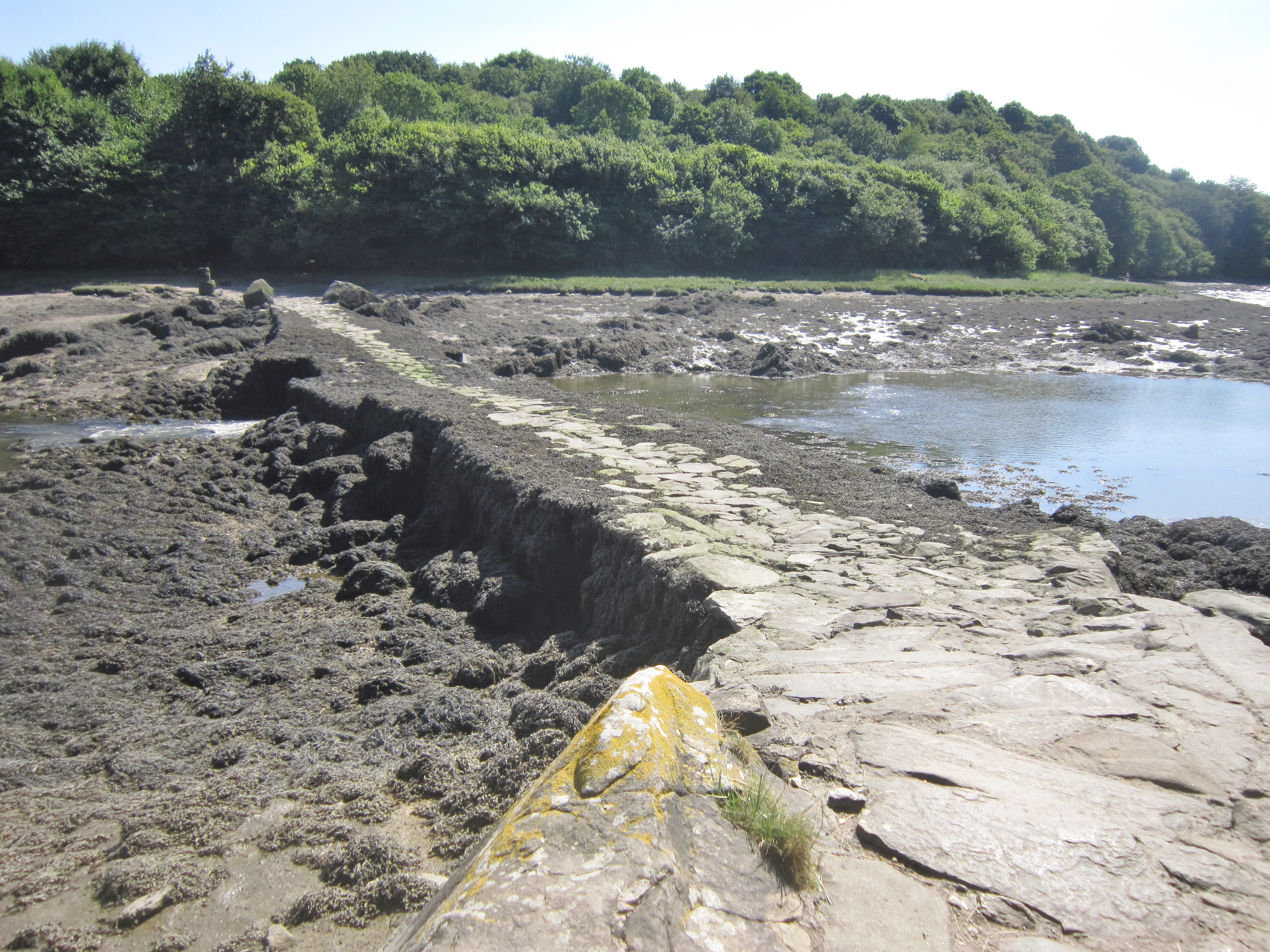
Aber Wrac'h : le Pont du diable à marée basse 1.
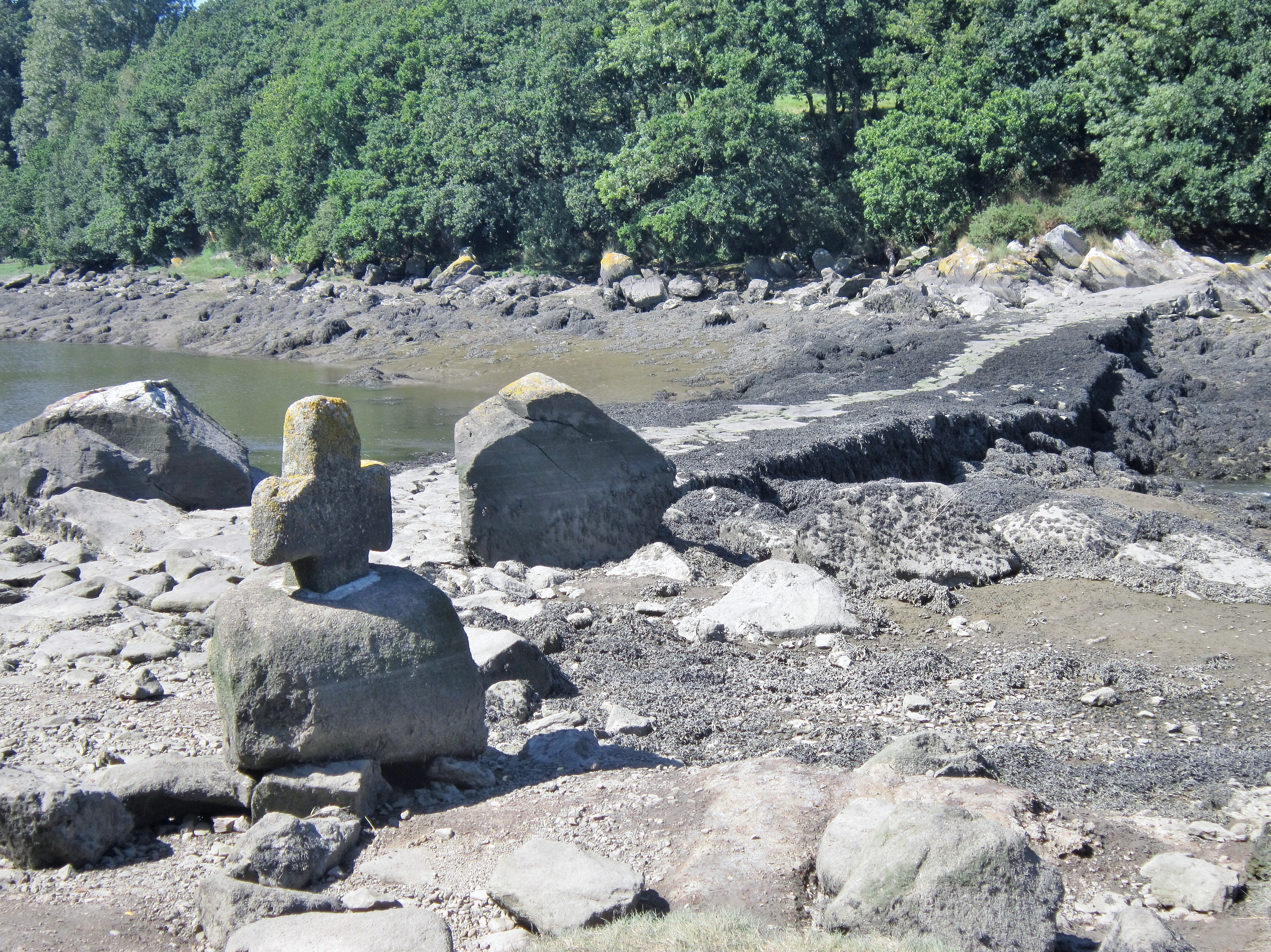
Aber Wrac'h : le Pont du diable à marée basse 2.
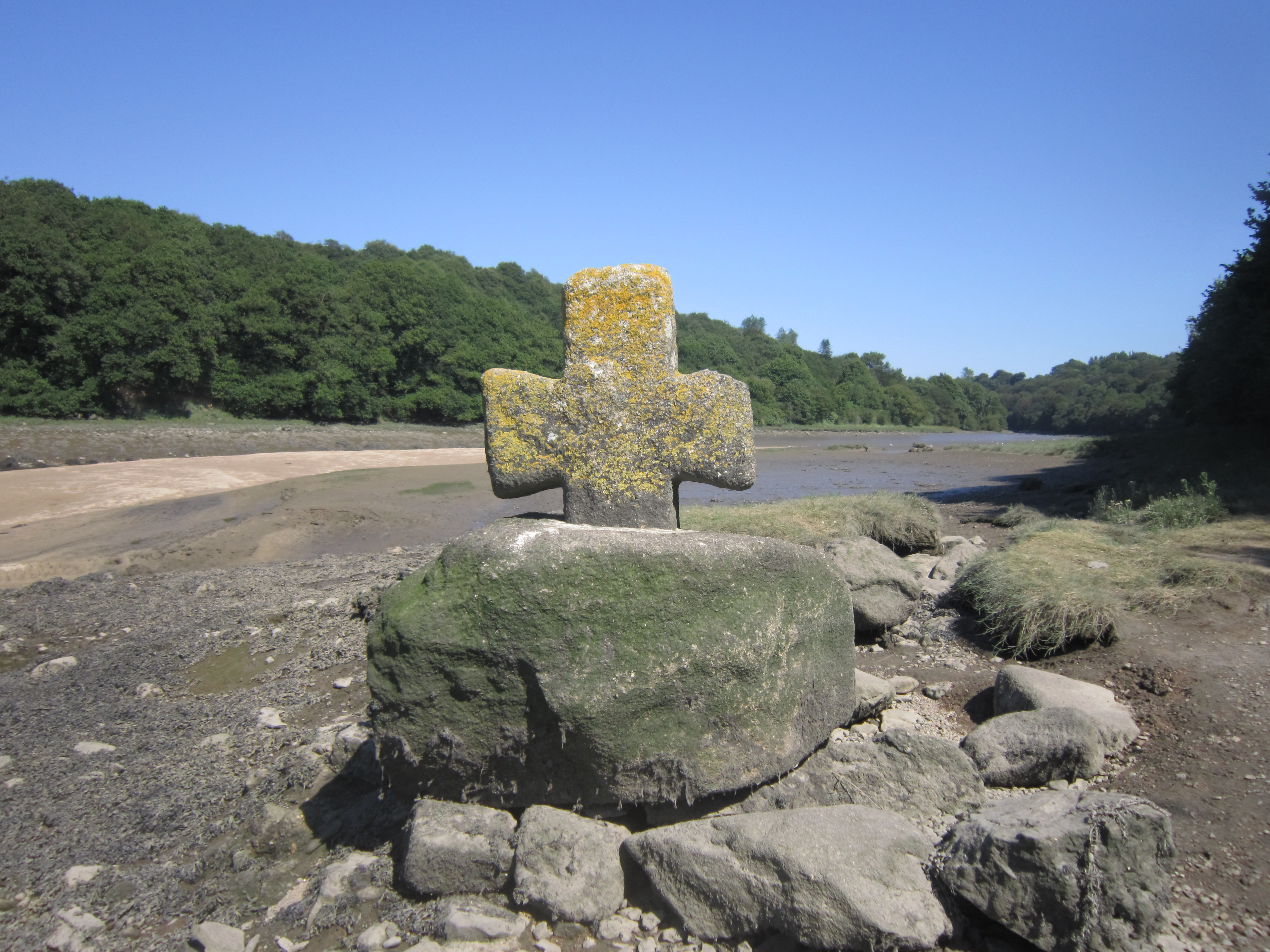
Aber Wrac'h : croix sur un rocher à proximité du « Pont du diable » (rive gauche, côté Lannilis).
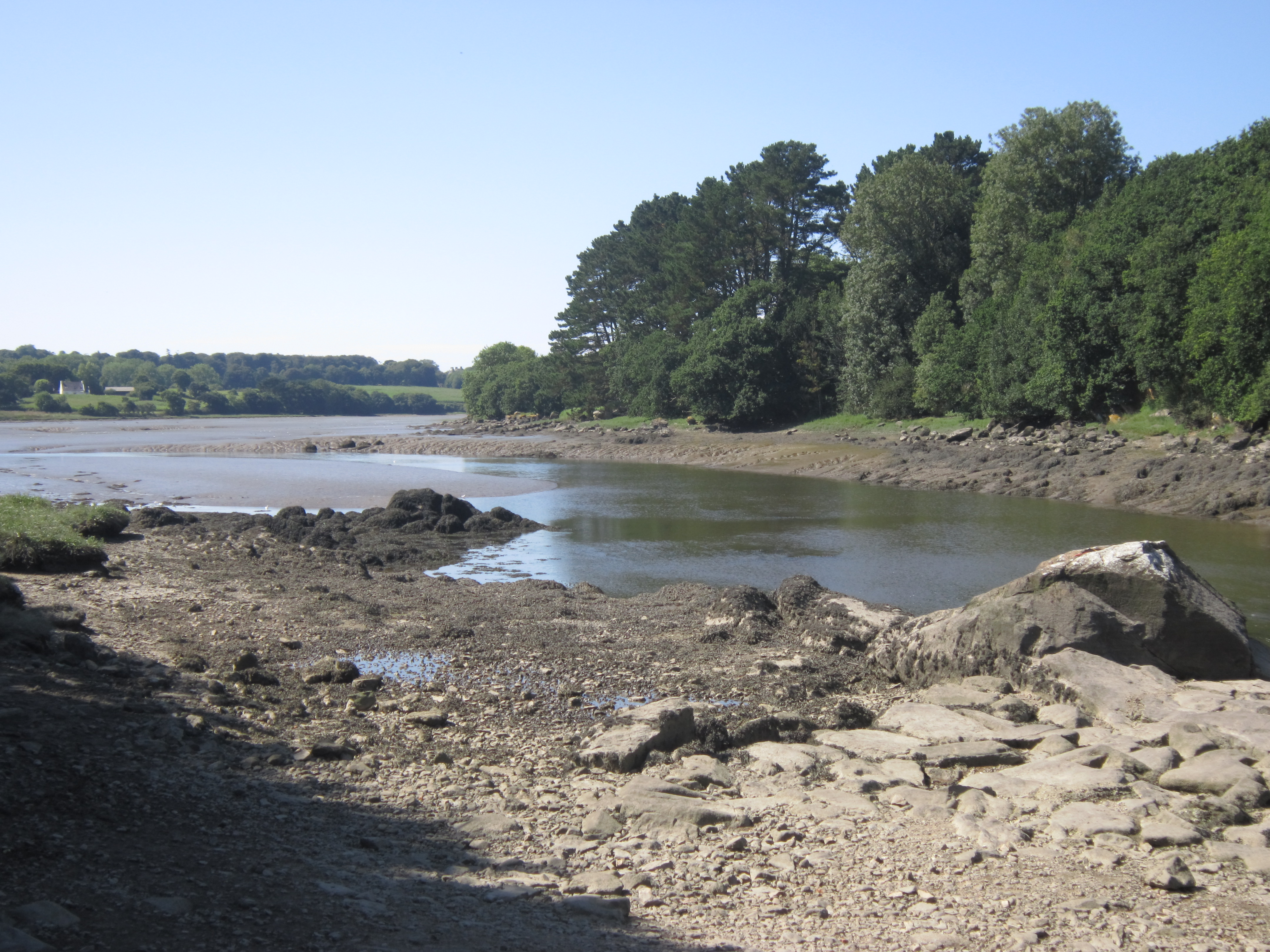
L'Aber Wrac'h à marée basse vu du Pont du diable (Pont Krac'h), vue vers l'aval.
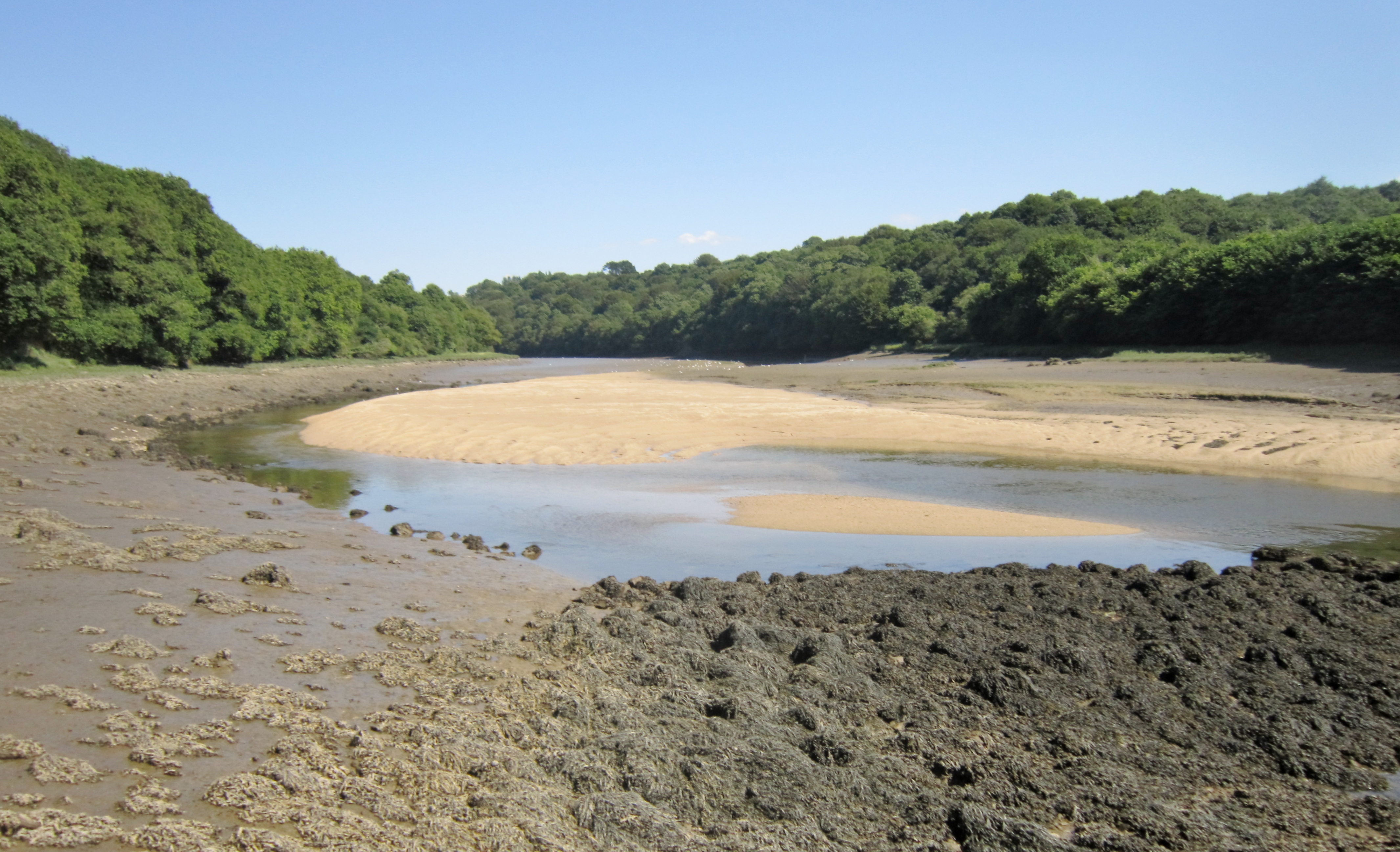
L'Aber Wrac'h à marée basse vu du Pont du diable (Pont Krac'h), vue vers l'amont.

La légende dit que le meunier du lieu étant désolé de devoir faire un long détour pour livrer sur l'autre rive de l'Aber Wrac'h, le diable lui apparu et lui proposa de construire un pont en échange de la première âme qui le franchirait. Le meunier accepta le pacte. Tout surpris de voir le lendemain matin le pont construit, il chargea sur son épaule un sac de farine et, se souvenant, enferma dedans son chat. Parvenu au milieu du pont, il lâcha ce dernier qui, s'enfuyant, traversa le pont et fila droit vers le diable qui, furieux d'avoir été berné, jeta son marteau : celui-ci se planta en terre et prit la forme d'une croix .. toujours en place côté Lannilis. On raconte aussi qu'autrefois des paysans quelque peu ivres, rentrant, la nuit, de la foire, tombaient du pont et se noyaient, vengeance du diable sans doute.
- Les croix dites « Kroazioù an Tri Persoun » sont trois petites croix basses et frustes en pierre. Chacune de ces « croix des trois recteurs », telle est la signification de leurs noms en français, représente l'une des trois entités qui formaient la paroisse primitive de Ploudiner par le passé, soit Lannilis, Landéda et Brouennou. Les croix seraient du haut Moyen Âge[138].

### Langue bretonne
L'adhésion à la charte Ya d'ar brezhoneg a été votée par le Conseil municipal le 27 juin 2008.

### Légende
Une légende  La Fée des îles  est rattachée à l'île du Loc'h située dans l'archipel des Glénan : un certain Houlan Pogam, de Lannilis, ne pouvait se marier avec sa cousine Bella Postic, car il était trop pauvre. Il se rend alors dans l'île du Loc'h où il avait entendu dire que vivait dans un manoir une fée dotée de pouvoirs merveilleux. La fée était en fait une sorcière qui le transforme en grenouille verte, mais est sauvé par sa fiancée qui disposait de talismans. Tous deux délivrent les malheureux qui étaient retenus prisonniers dans les filets magiques de la sorcière, s'emparent de son trésor et reviennent à Lannilis où sont célébrées leurs noces.

### Lannilis et les arts

#### Littérature

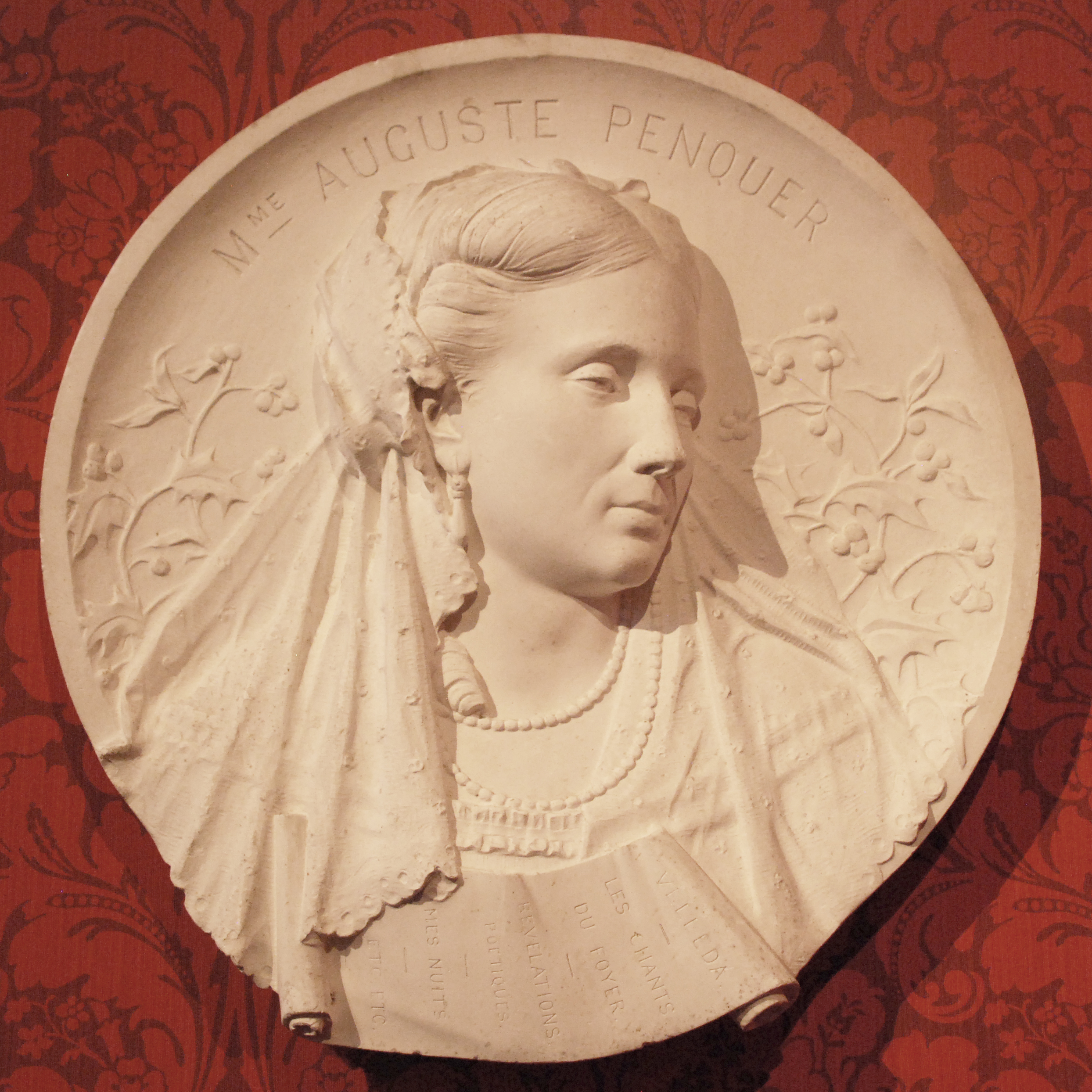
Médaillon de Léocadie Hersent-Penquer par Cyprien Godebski (musée des Beaux-Arts de Brest).

- Guillaume Le Jeune, né en 1735 à Lannilis, recteur de Plougoulm, auteur de cantiques en breton (Canticou Spiritual), membre de l'Académie Celtique, mort en 1807.
- Édouard Corbière : Tribord et bâbord : roman maritime, 1840 (l'action du roman se déroule en partie à Lannilis)[147].
- Hector Malot : Les amants, 1895 (l'action du roman se déroule en partie à Lannilis)[148].
- Mathilde Delaporte : La petite fille de Lannilis, La Découvrance, réédition 2007,  (ISBN 978-2364230088). Ce roman est paru initialement en 1936[149].
- Léocadie Hersent-Penquer, connu aussi sous le nom de Léocadie Salaün[150] (Léocadie Auguste Salaün-Penquer par son mariage) est née en 1817 au château de Kerouartz en Lannilis. Influencée par Alphonse de Lamartine, elle publie ses premiers vers en 1862 (Chants du foyer), puis en 1864 Révélations poétiques, en 1868 Velléda, une épopée glorifiant l'idée chrétienne et la Bretagne ; enfin un ouvrage posthume Mes nuits est publié plus tard en 1891[151].

#### Musique
- L'air breton, Tri Martolod, est parfois appelé « gavotte de Lannilis », il a été repris notamment par Alan Stivell, Manau et Nolwenn Leroy.
- Jane Birkin (1946-2023), possédait un manoir à Prat-ar-Coum dans lequel elle venait souvent se reposer[152]. La maison a été acquise en 2024 par l'écrivaine Aurélie Valognes[153].

### Personnalités liées à la commune

#### Familles célèbres de Lannilis
La famille de Kerouartz a marqué l'histoire de Lannilis et de la région. La famille Audren de Kerdrel est aussi originaire de Lannilis ; parmi ses membres notamment Jean-Maur Audren de Kerdrel (1651-1725), moine bénédictin et historien de Bretagne.

#### Naissances
- Laurent François Legendre (1741-1802), homme politique.
- Claude-Marie Le Laé (1745-1791), avocat, magistrat, poète en breton et en français.
- Augustin Morvan (1819-1897), médecin et homme politique.
- Mathilde Delaporte (1866-1941), écrivain, peintre et poète.
- Goulven Mazéas (1895-1981), militant fédéraliste breton et antifasciste.
- François Briant (1920-1948), opérateur radio du BCRA des Forces françaises libres.
- Mona Ozouf (1931), historienne et philosophe.
- Régine Pascale (1939-1999), scénariste de bande dessinée.
- Jean-Yves Sénant (1946), homme politique.

#### Décès
- Édouard François Armand Raoul (1845-1898), explorateur et naturaliste.
- Loeiz ar Floc'h (1867-1936), barde.
- Gabriel de Poulpiquet (1914-2013), militaire, agriculteur et homme politique.

### Héraldique
| Blason de Lannilis | Blason  | D'azur à trois macles d'or. |
| Blason de Lannilis | Détails |                             |